# 2025
2025 م هي السنة الحالية وهي سنة بسيطة تبدأ يوم الأربعاء (الرابط يظهر نموذج الجدول الزمني الكامل للسنة) من التقويم الغريغوري. وهي السنة 2025 بعد الميلاد والسنة 25 في الألفية الثالثة والقرن الواحد والعشرون والسنة الـ 6 في عقد 2020.

## أحداث

### يناير/كانون الثاني
- 1 يناير

شعار الرئاسة البولندية لمجلس الاتحاد الأوروبي.

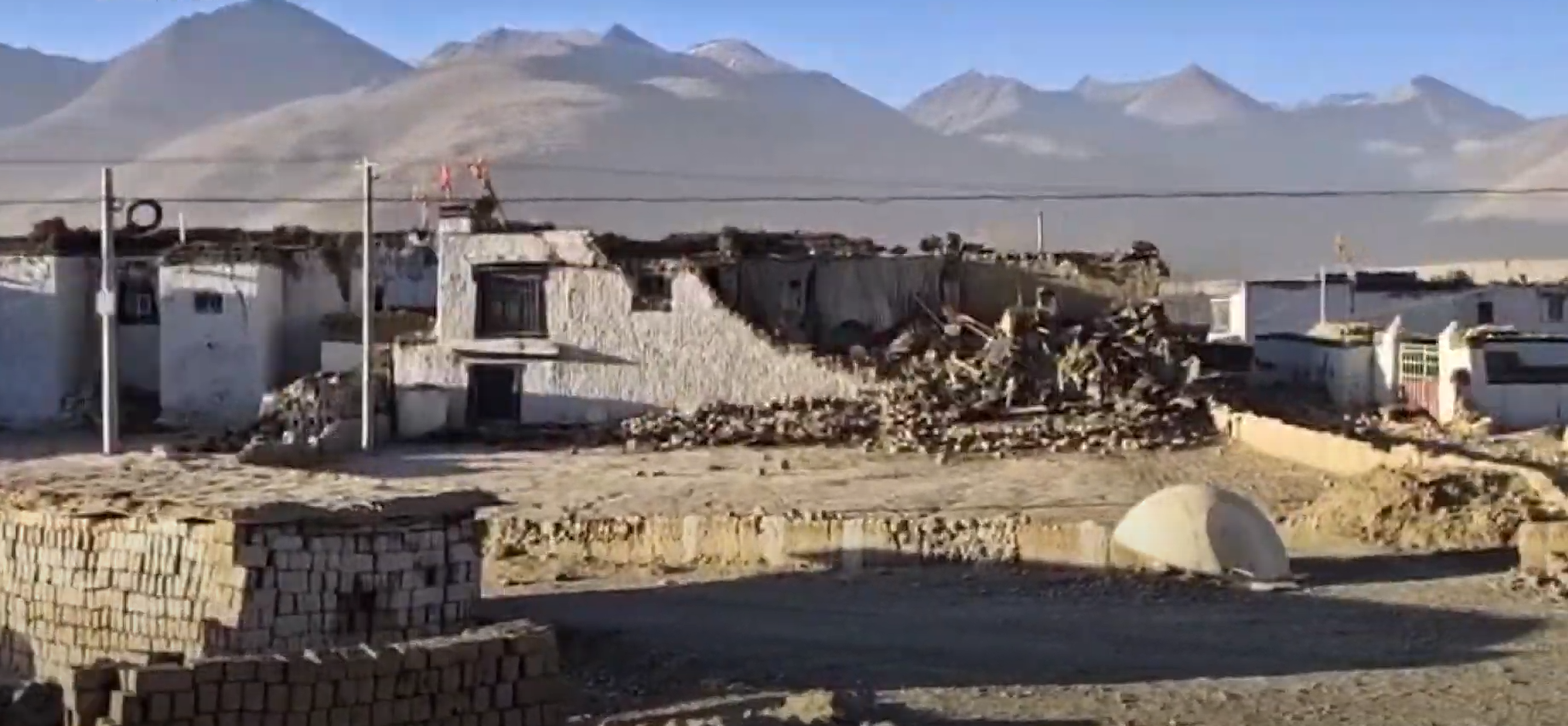
انهيار منزل في التبت بعد زلزال 7 يناير.

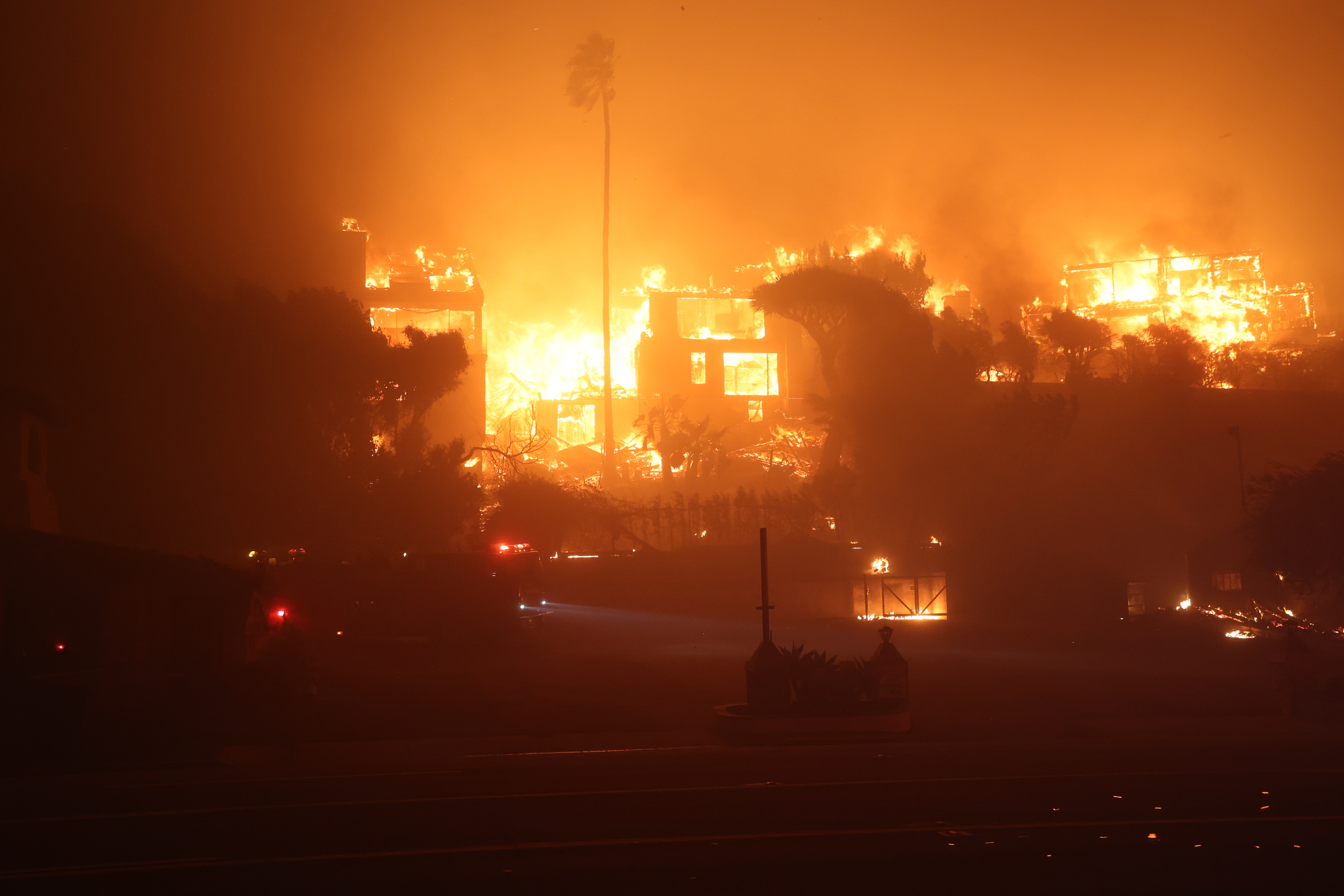
صورة من حريق باليساديس، جزء من حرائق الغابات في جنوب كاليفورنيا في يناير 2025

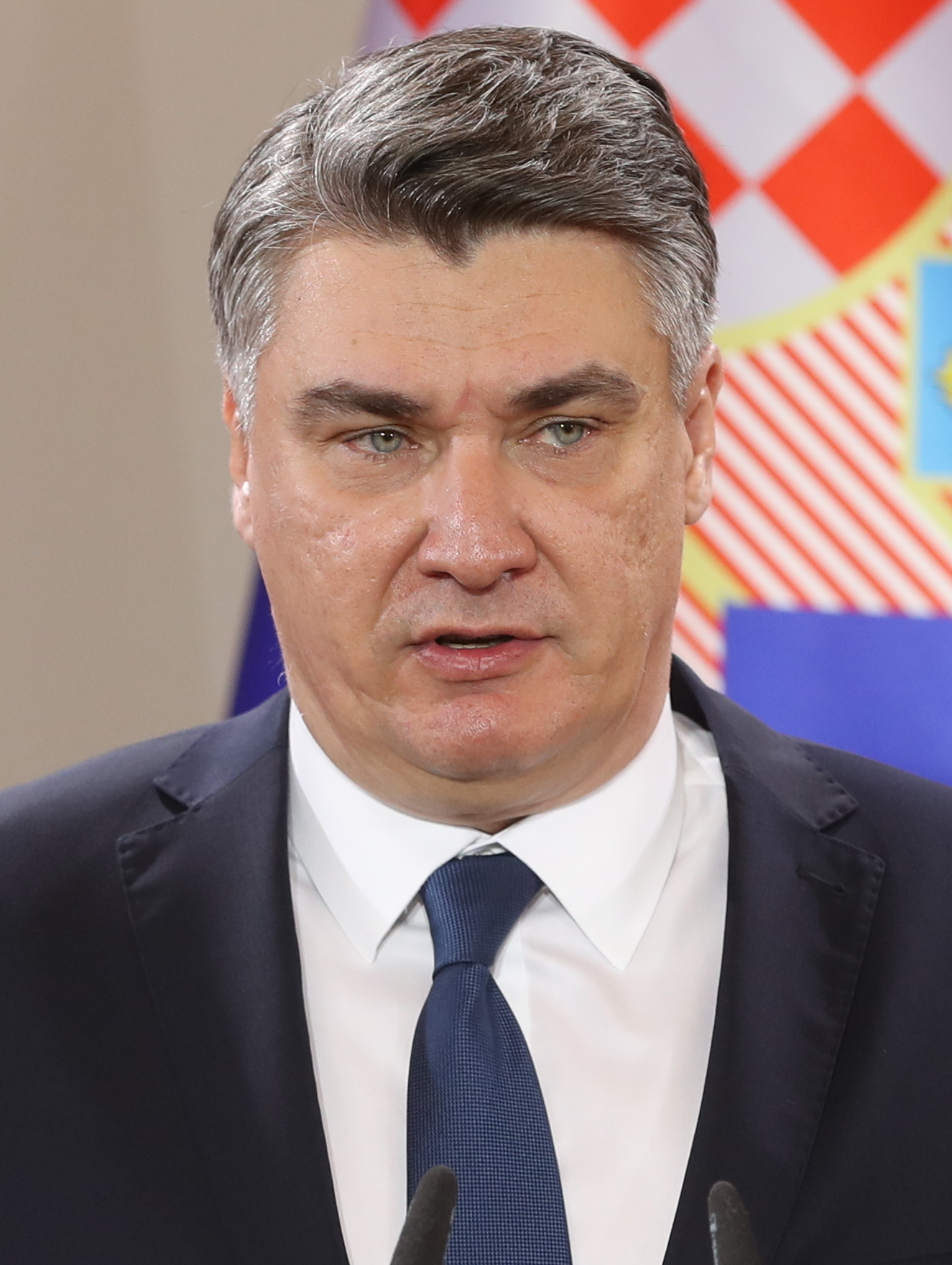
أعيد انتخاب زوران ميلانوفيتش في الانتخابات الرئاسية الكرواتية 2024-2025 في 12 يناير

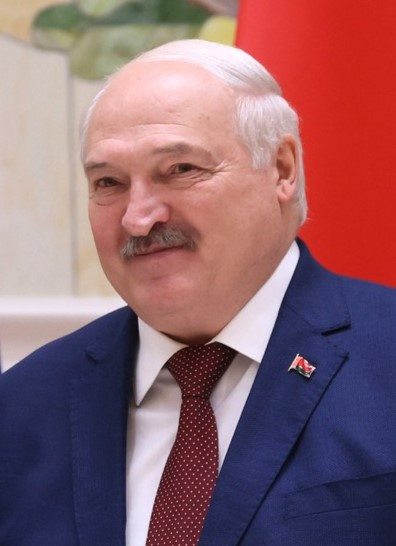
أعلن فوز ألكسندر لوكاشينكو في الانتخابات الرئاسية البيلاروسية لعام 2025 في 26 يناير، ليضمن بذلك فترة ولايته السابعة في انتخابات صورية مزيفة من قبل هيئات دولية. لوكاشينكو هو الرئيس الوحيد لبيلاروسيا منذ إنشاء المنصب في عام 1994

بعد الإعلان عن إطلاق DeepSeek، وهو نموذج صيني كبير ومنافس لبرنامج ChatGPT من OpenAI. في 27 يناير، خسرت شركة إنفيديا العملاقة للرقائق ما يقرب من 600 مليار دولار من قيمتها، وهو أكبر انخفاض لشركة واحدة في تاريخ سوق الأسهم الأمريكية.

  - تتولى بولندا رئاسة مجلس الاتحاد الأوروبي بعد المجر.[1][2]
  - أوقفت أوكرانيا نقل العديد من إمدادات الغاز الروسي عبر البلاد بعد انتهاء اتفاقية العبور التي استمرت خمس سنوات، كما أصبحت دولة طرفًا في المحكمة الجنائية الدولية.[3][4]
  - قُتل خمسة عشر شخصًا (بما في ذلك الجاني) وأصيب 35 آخرون في هجوم بسيارة في نيو أورلينز بمقاطعة لويزيانا بالولايات المتحدة، وسط احتفالات رأس السنة الجديدة في المدينة.[5]
  - قُتل اثنا عشر شخصًا وأصيب أربعة آخرون في إطلاق نار في ستنيي، الجبل الأسود.
  - السلطة الفلسطينية تُقرر وقف بث قناة الجزيرة وتجميد أعمال مكتبها في فلسطين.
  - تنفيذ حكم الإعدام بحق 6 إيرانيين أدينوا بتهريب الحشيش المخدر إلى السعودية.
  - اعلان انضمام بلغاريا ورومانيا إلى منطقة شنغن، من خلال رفع ضوابط الحدود البرية.[6]
  - أصبحت ليختنشتاين الدولة التاسعة والثلاثين التي تقنن زواج المثليين.[7]
- 3 يناير - مجلس النواب الأمريكي يُعيد انتخاب الجمهوري مايك جونسون رئيسا له.
- 4 يناير
  - أعلن المستشار النمساوي كارل نيهامر استقالته.[8]
  - البحرين تتوج بكأس الخليج العربي بفوز مثير على سلطنة عمان.
- 6 يناير
  - أعلن جاستن ترودو استقالته الوشيكة من منصبه كزعيم للحزب الليبرالي الكندي ورئيس وزراء كندا بعد تسع سنوات في منصبه.[9][10][11]
  - أصبحت إندونيسيا العضو العاشر الذي ينضم إلى مجموعة البريكس.[12][13]
- 7 يناير -
  - مصرع 126 شخصا وجرح أكثر من 338 آخرين إثر زلزال بقوة 7.1 ضرب مدينة شيغاتسي ثاني أكبر مدينة في إقليم منطقة التبت ذاتية الحكم جنوب غرب الصين.[14]
  - مطار دمشق الدولي يستأنف عمله لأول مرة بعد سقوط نظام الأسد.
- 8 يناير - شهدت منطقة لوس أنجلوس الكبرى بولاية كاليفورنيا الأمريكية أشد حرائق الغابات تدميراً في تاريخها والتي تغذيها الرياح القوية وظروف الجفاف الطويلة. وقد دُمر أكثر من 13000 مبنى، بما في ذلك معظم شارع صن ست بوليفارد. وتم الإبلاغ عن 29 حالة وفاة على الأقل، بينما تم إجلاء 180 ألف شخص، مع استمرار الحرائق لعدة أيام.[15][16]
- 8 يناير - يناير – مقتل ثمانية عشر مسلحًا وجندي في هجوم على القصر الرئاسي في انجامينا، عاصمة تشاد.[17]
- 9 يناير
  - انتخب البرلمان اللبناني قائد الجيش اللبناني العماد جوزيف عون رئيسًا للجمهورية اللبنانية بعد سنتين من شغور المنصب.
  - جنازة رسمية للرئيس الأمريكي الأسبق جيمي كارتر.
- 10 يناير
- أدى الرئيس الفنزويلي الحالي نيكولاس مادورو اليمين الدستورية رئيسًا لولاية ثالثة وسط أزمة مستمرة بعد انتخابات متنازع عليها في البلاد.
- انفجار محطة وقود في محافظة البيضاء باليمن يؤدي إلى مقتل 40 شخصًا وإصابة العشرات.[18][19]
- 12 يناير - يناير – 2024–25 الانتخابات الرئاسية الكرواتية: أعيد انتخاب زوران ميلانوفيتش لولاية ثانية.[20]
- 13 يناير
  - وصل المذنب غير الدوري C/2024 G3 (ATLAS)، إلى نقطة الحضيض، وأطلق عليه فيما بعد اسم المذنب العظيم لعام 2025.
  - الرئيس اللبناني يُكلف نواف سلام رسميا بتشكيل الحكومة اللبنانية الجديدة.
- 13 يناير إلى 23 يناير - انطلاق دورة الألعاب الجامعية الشتوية 2025 في تورينو، إيطاليا.
- 14 يناير إلى 2 فبراير - انطلاق بطولة العالم لكرة اليد للرجال في الدنمارك والنرويج وكرواتيا.
- 15 يناير
  - تم القبض على رئيس كوريا الجنوبية يون سوك يول بعد محاولة ثانية من قبل الشرطة في أعقاب إعلان الأحكام العرفية ونجاح عملية عزله في ديسمبر الماضي.[21]
- الحرب الفلسطينية الإسرائيلية: وافقت إسرائيل وحركة حماس على اتفاق وقف إطلاق النار الذي يهدف إلى إنهاء الحرب وتبادل الأسرى الإسرائيليين والسجناء الفلسطينيين والسماح بدخول المساعدات الدولية، ودخل الاتفاق حيز التنفيذ في 19 يناير.
- 16 يناير
  - أطلقت شركة بلو أوريجين بنجاح مركبتها الفضائية الثقيلة نيو غلين، في محاولتها الأولى.[22][23]
  - تم إجراء الانتخابات العامة في فانواتو عام 2025.
  - شن جيش التحرير الوطني الكولومبي (ELN) هجمات متعددة في منطقة كاتاتومبو، شمال شرق كولومبيا، قُتل أكثر من 100 شخص خلال الاشتباكات.[24]
- 18 يناير
  - قُتل ثمانية وتسعون شخصًا في انفجار صهريج وقود بالقرب من سوليجا، ولاية نيجر، شمال نيجيريا.[25]
  - اغتيال قاضيين شرعيين في غرفتهما بالمحكمة العليا الإيرانية بالعاصمة طهران. وأصاب المسلح شخصين آخرين ثم انتحر بعد الهجوم.[26]
- 19 يناير - إعلان وقف إطلاق النار بين إسرائيل وحماس بعد ما يزيد عن سنة من الحرب، مع الاتفاق على تبادل الأسرى على مدى ستة أسابيع.
- 20 يناير - تنصيب دونالد ترامب للمرة الثانية رئيساً للولايات المتحدة الأمريكية.
- 21 يناير - 21 يناير – مقتل ثمانية وسبعين شخصًا بعد اندلاع حريق في فندق في منتجع التزلج كارتال كايا، تركيا.[27]
- 22 يناير – أصبحت تايلاند الدولة رقم 38 والأولى في جنوب شرق آسيا التي تقنن زواج المثليين.[28]
- 23 يناير - أعيد انتخاب مايكل مارتن رئيسًا للوزراء (تاوسيتش) في أيرلندا لفترة ولاية ثانية غير متتالية.[29]
- 24 يناير - ضربت العاصفة إيوين أيرلندا والمملكة المتحدة. وتم تسجيل سرعات رياح قياسية بلغت 183 كم/ساعة (114 ميلاً في الساعة) في أيرلندا، بينما ترك أكثر من مليون منزل بدون كهرباء.[30][31]
- 25 يناير
  - أقيمت الجولة الأولى من الانتخابات الرئاسية اليونانية عام 2025 ولم يحصل أي مرشح على الأغلبية.
  - خوذة كوتسوفينيشت من عصر الداكيين، المعارة من المتحف الوطني للتاريخ الروماني، سُرقت مع ثلاث قطع أثرية ذهبية أخرى من متحف درينتس في أسن بهولندا على يد لصوص اقتحموا المتحف باستخدام المتفجرات.[32]
- 26 يناير - عقدت الانتخابات الرئاسية البيلاروسية لعام 2025،[33] مع إعادة انتخاب الرئيس الحالي ألكسندر لوكاشينكو (مستقل، ولكنه من تحالف بيلايا روس).[34]
- 27 يناير – هبطت أسهم التكنولوجيا العالمية بشكل حاد استجابةً لـ DeepSeek، المنافس الصيني لبرنامج تشات جي بي تي التابع لشركة OpenAI. خسرت شركة Nvidia العملاقة للرقائق الإلكترونية ما يقرب من 600 مليار دولار من قيمتها، وهو أكبر انخفاض لشركة واحدة في تاريخ سوق الأسهم الأمريكية.[35][36]
- 29 يناير – اصطدمت طائرة أمريكان إيجل الرحلة 5342، وهي من طراز بومباردييه CRJ700 وعلى متنها 64 راكبًا، بمروحية بلاك هوك تابعة للجيش الأمريكي وعلى متنها 3 ركاب في واشنطن العاصمة بالولايات المتحدة. قُتل جميع الركاب البالغ عددهم 67 شخصًا في الاصطدام.[37]
  - تم تعيين أحمد الشرع رئيسًا عشرينيًا لسوريا، بعد شهر واحد من الشغور الذي أعقب سقوط نظام الأسد.[38]
- 30 يناير - يناير - بعد الموافقة على الإصلاح الدستوري، أصبحت نيكارجوا دولة ثنائية الحكم مع تولى دانييل أورتيجا وروزاريو موريلو منصب الرئيسين المشاركين.[39]
- 31 يناير - عقدت الجولة الثانية من الانتخابات الرئاسية اليونانية لعام 2025 حيث لم يحصل أي مرشح على الأغلبية.[40]

### فبراير

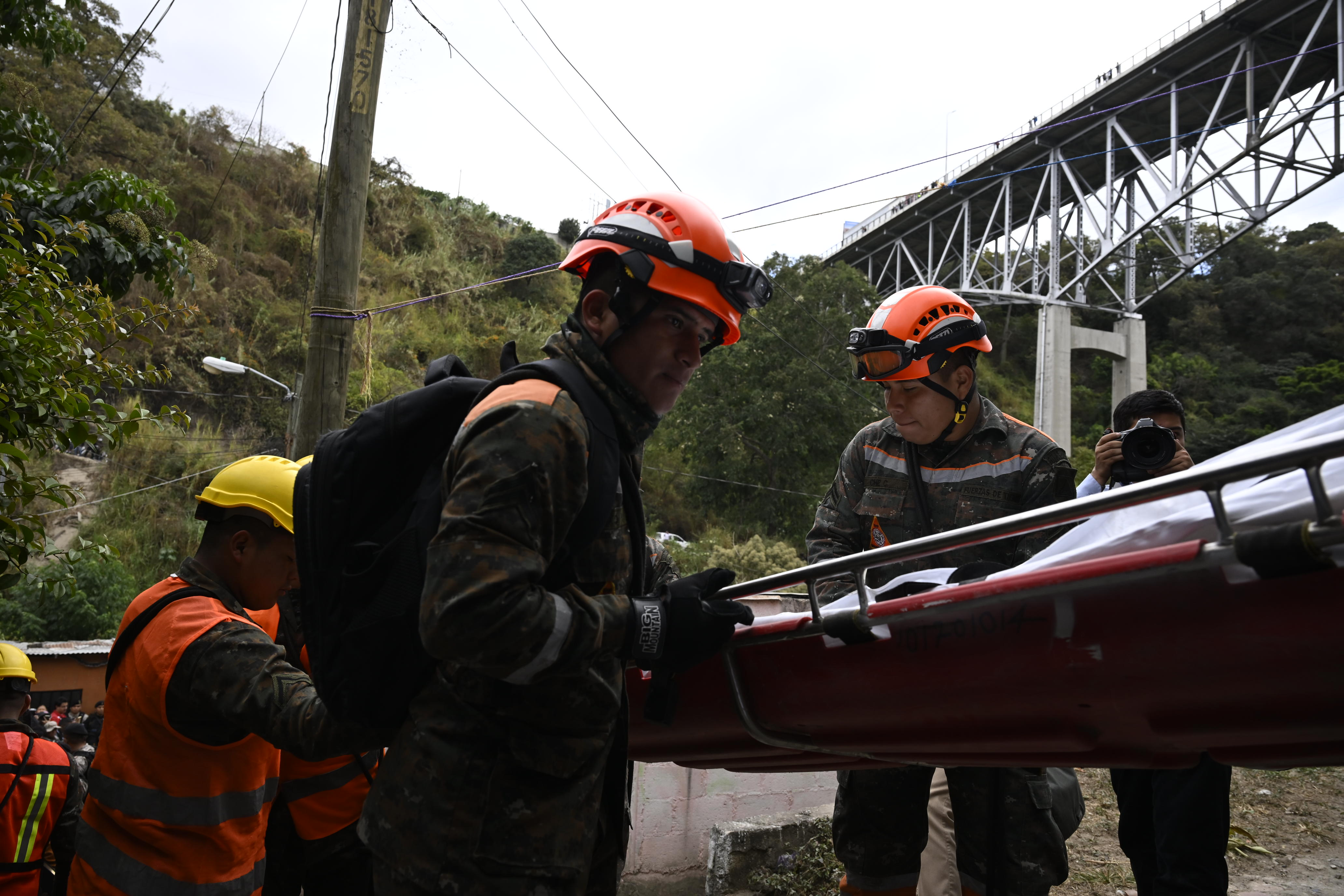
أفراد من الجيش الغواتيمالي والشرطة المدنية الوطنية يشاركون في جهود البحث والإنقاذ بعد حادث حافلة مدينة غواتيمالا في 10 فبراير

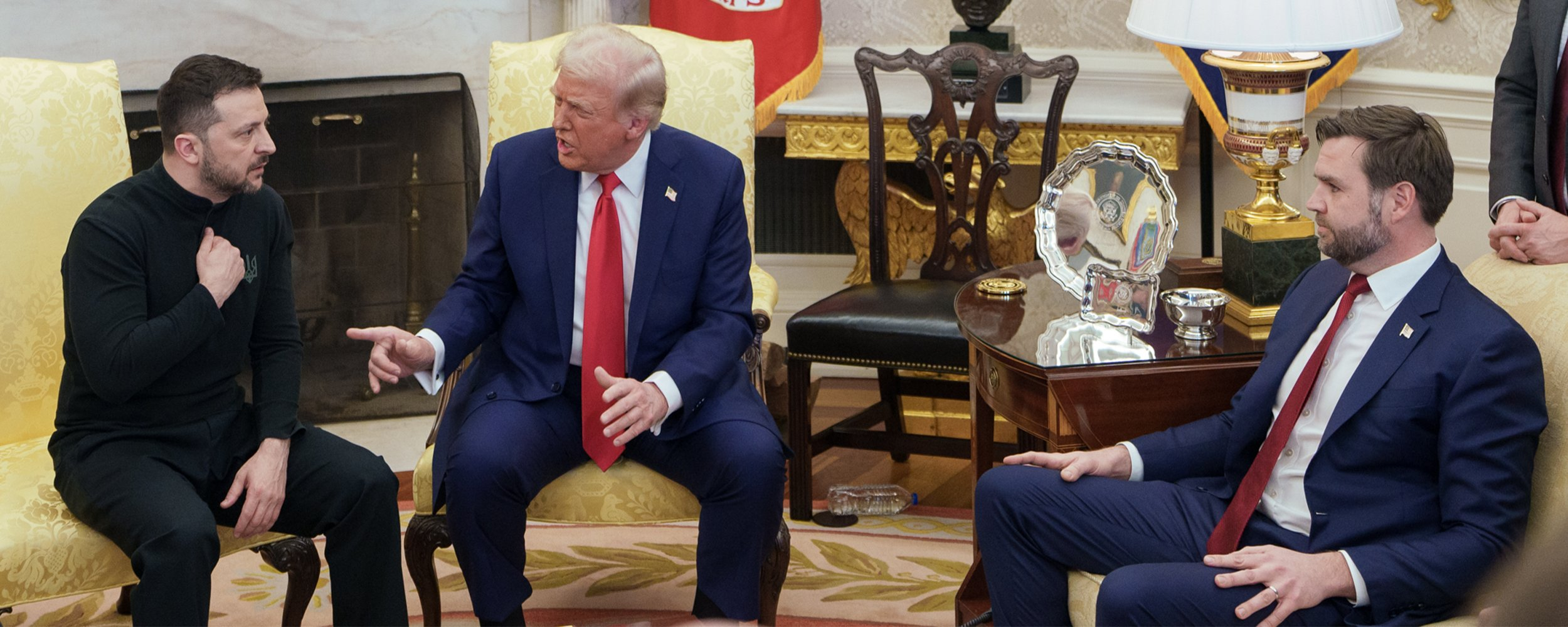
اجتماع في المكتب البيضاوي بين الرئيس الأوكراني فولوديمير زيلينسكي، والرئيس الأمريكي دونالد ترامب، ونائب الرئيس الأمريكي جيه دي فانس في 28 فبراير، حيث تشاجر ترامب وفانس مع زيلينسكي، مما زاد من التوترات الدبلوماسية بين بلديهما.

- 1 فبراير - فبراير – فرض الرئيس الأمريكي دونالد ترامب تعريفة جمركية بنسبة 10% على الواردات من الصين.[41]
- 4 فبراير
  - الحرب التجارية بين الصين والولايات المتحدة
    - أعلنت الصين عن فرض ضوابط التصدير وزيادة الرسوم الجمركية على بعض الواردات الأمريكية ردًا على فرض دونالد ترامب رسومًا جمركية على السلع الصينية.[42]
    - قُتل ما لا يقل عن 11 شخصًا (بما في ذلك الجاني)، وأصيب 15 آخرون بعد أن أطلق مسلح النار في مركز للتعليم للبالغين في أوريبرو بالسويد، وهو أعنف إطلاق نار جماعي في تاريخ البلاد.[43][44][45]

  - يعلن الرئيس الأمريكي دونالد ترامب أن الولايات المتحدة تتولى ما أسماه «السيطرة على قطاع غزة» بالاتفاق مع إسرائيل، وأن الجيش الأمريكي سيكون مسؤولاً عن إعادة إعمار غزة.[46][47]
- 9 فبراير -
  - أكملت دول البلطيق مزامنة شبكاتها الكهربائية مع شبكة أوروبا القارية، وانفصلت عن شبكة روسيا.[48]
  - أقيمت الانتخابات العامة في ليختنشتاين عام 2025، حيث ظل حزب VU بقيادة بريجيت هاس هو الحزب الأكبر.[49]
- 10 فبراير -
  - يفرض الرئيس ترامب تعريفة جمركية بنسبة 25% على جميع واردات الصلب والألومنيوم، دون استثناءات.[50]
  - سقطت حافلة من فوق جسر فوق نهر لاس فاكاس في مدينة غواتيمالا، غواتيمالا، مما أسفر عن مقتل 55 شخصًا على الأقل وإصابة 9 آخرين بجروح خطيرة.[51]
- 12 فبراير -
  - تم انتخاب كونستانتينوس تاسولاس رئيسًا لليونان من قبل البرلمان اليوناني بعد أربع جولات في الانتخابات الرئاسية اليونانية لعام 2025.[52]
  - استقال كلاوس يوهانيس من منصبه كرئيس لرومانيا، مما جعله أول رئيس روماني يفعل ذلك بعد الثورة الرومانية 1989.[53]
- 18 فبراير -
  - العلاقات الروسية الأمريكية
  - أعلن فلاديمير بوتن أن روسيا والولايات المتحدة اتفقتا رسميًا على استعادة العلاقات الدبلوماسية.[54]
- بعد الإصلاح الدستوري، أصبحت نيكاراجوا دولة ثنائية الحكم مع الزوجين دانييل أورتيغا وروزاريو موريلو كرئيسين مشاركين.[55][56]
  -     - أعلنت مصر اكتشاف مقبرة تحتمس الثاني، وهي أول مقبرة ملكية يتم اكتشافها منذ مقبرة توت عنخ آمون عام 1922. ويعني اكتشافها أنه لا توجد مقابر فرعونية أخرى من الأسرة المصرية الثامنة عشر في مصر لا تزال مفقودة.[57][58]
- 19 فبراير – أكملت كرواتيا عملية الانضمام إلى المنطقة الاقتصادية الأوروبية.[59]
- 19 فبراير – 9 مارس – تقام بطولة كأس أبطال الكريكيت لعام 2025 في باكستان ودبي.
- 23 فبراير - الانتخابات الفيدرالية الألمانية 2025: بعد أن تم دفعه إلى الأمام نتيجة لأزمة الحكومة الألمانية عام 2024، أصبح حزب الاتحاد الديمقراطي المسيحي من يمين الوسط أكبر حزب، مع مكاسب كبيرة من حزب البديل من أجل ألمانيا اليميني المتطرف، مما أدى إلى احتلاله المركز الثاني.[60]
- 25 فبراير - تحطمت طائرة أنتونوف 26 تابعة للقوات الجوية السودانية في منطقة سكنية بالقرب من قاعدة وادي سيدنا العسكرية. قُتل جميع ركابها السبعة عشر و29 شخصًا على الأرض.[61]
- 28 فبراير - عُقد اجتماع بين الرئيس الأمريكي دونالد ترامب والرئيس الأوكراني فولوديمير زيلينسكي في البيت الأبيض. انتقد ترامب ونائب الرئيس الأمريكي جيه دي فانس زيلينسكي بشدة، مما أثار تساؤلات حول دعم أوكرانيا، والنهاية المقترحة للحرب، ومستقبل البلاد بشكل عام.[62]

### مارس/أذار

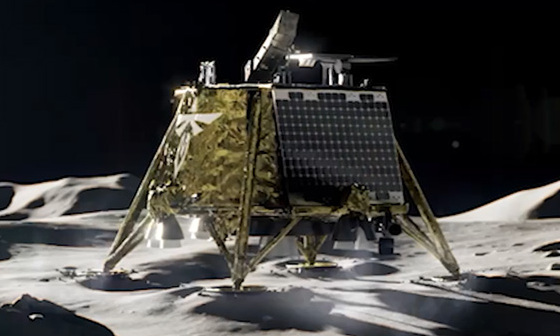
عرض تقديمي لمهمة الشبح الأزرق 1

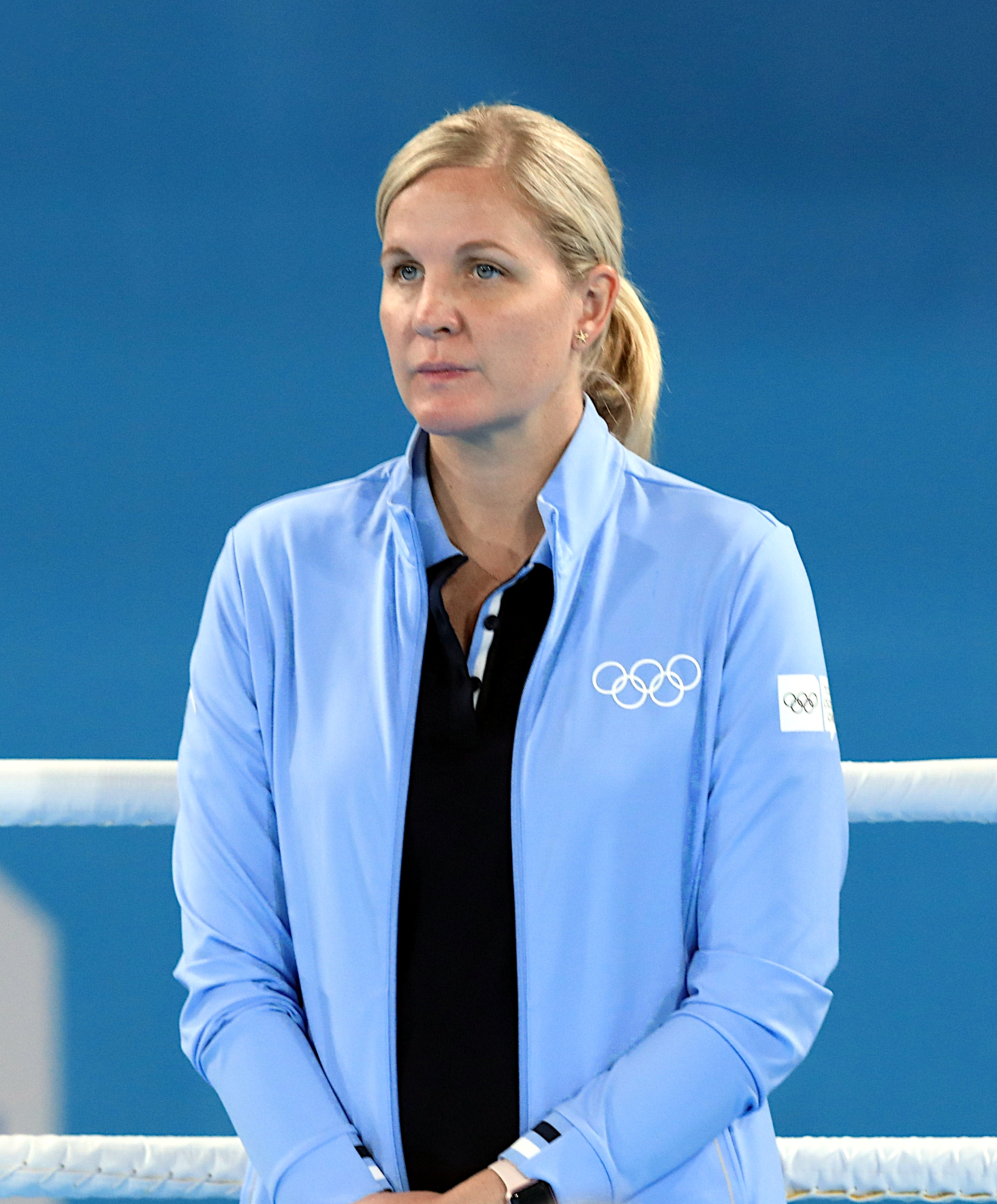
تم انتخاب كريستي كوفنتري كأول رئيسة أفريقية للجنة الأولمبية الدولية.

- 2 مارس - أصبحت شركة فايرفلاي إيروسبيس أول شركة تجارية تهبط بنجاح على سطح القمر دون أي مشاكل فنية، من خلال مهمتها مهمة الشبح الأزرق 1.[63][64]
- 3 مارس - أوقفت إدارة ترامب المساعدات العسكرية لأوكرانيا، بعد اجتماع المكتب البيضاوي مع الرئيس زيلينسكي في الأسبوع السابق.[65]
- 4 مارس - شركة كولوسال للعلوم البيولوجية تصنع فئرانًا صوفية كجزء من جهود مكافحة انقراض الماموث الصوفي.[66]
- 5 مارس - تقدمت السودان بطلب ضد الإمارات العربية المتحدة أمام محكمة العدل الدولية، متهمة الإمارات العربية المتحدة بانتهاك اتفاقية منع جريمة الإبادة الجماعية والمعاقبة عليها من خلال دعمها لقوات الدعم السريع، المسؤولة عن الإبادة الجماعية في دارفور.[67]
- 8 مارس - مقتلة العلويين في سوريا 2025 واشتباكات آذار 2025 في سوريا، إندلعت اشتباكات في مدن في الساحل السوري بين موالين نظام الأسد وحزب البعث والحكومة السورية، وأفادت التقارير بمقتل أكثر من 1000 شخص، بما في ذلك المدنيين، في حملة قمع شنتها قوات الأمن التابعة للحكومة السورية في المنطقة العلوية، والتي وصفت بأنها أسوأ أعمال عنف في البلاد منذ سنوات.[68][69][70][71]
- 8 مارس إلى 16 مارس - انطلاق الألعاب العالمية الشتوية للأولمبياد الخاص 2025 في تورينو، إيطاليا.[72]
- 9 مارس، انتخابات قيادة الحزب الليبرالي الكندي 2025: أصبح محافظ بنك كندا السابق مارك كارني زعيمًا للحزب الليبرالي الكندي، وبالتالي أصبح رئيس وزراء كندا المعين.[73]
- 11 مارس
  - تم القبض على الرئيس الفلبيني السابق رودريغو دوتيرتي في الفلبين بعد صدور مذكرة اعتقال بحقه من المحكمة الجنائية الدولية بتهمة ارتكاب جرائم ضد الإنسانية.[74]
  - الانتخابات العامة في جرينلاند 2025: أصبح الديمقراطيون من يمين الوسط أكبر حزب، بعد هزيمة حزب الإنويت أتاكاتيجيت الحاكم.[75]
- 12 مارس - من المقرر إجراء الانتخابات العامة في بليز في عام 2025.
- 16 مارس
  - اندلع حريق في ملهى ليلى في كوتشاني، مقدونيا الشمالية، مما أسفر عن مقتل 59 شخصًا على الأقل وإصابة 155 آخرين.[76]
  - استقال كيث رولي من منصبه كرئيس وزراء ترينيداد وتوباغو بعد تسع سنوات في المنصب، وخلفه ستيوارت يونج.[77][78]
- 18 مارس
- وإستئنفت إسرائيل الحرب على غزة وتشن قصفًا جويًا واسع النطاق هجمات على قطاع غزة، مما أسفر عن استشهاد 591 شخصًا على الأقل، بما في ذلك أطفال ونساء، منهيةً بذلك اتفاق وقف إطلاق النار الذي تم التوصل إليه في يناير/كانون الثاني.[79][80]
- نجا رئيس الصومال حسن شيخ محمود من محاولة اغتيال بهجوم على موكبه شنته حركة الشباب، مما أسفر عن مقتل 10 أشخاص على الأقل.[81]
- 19 مارس - اندلعت احتجاجات على مستوى البلاد في جميع أنحاء تركيا في أعقاب اعتقال رئيس بلدية إسطنبول الكبرى أكرم إمام أوغلو، بتهمة الفساد والإرهاب.[82][83]
- 20 مارس - تم انتخاب كريستي كوفنتري كالرئيسة العاشرة والأولى والأفريقية للجنة الأولمبية الدولية في الجولة الأولى من التصويت في الدورة 144 للجنة الأولمبية الدولية.[84]
- 21 مارس
  - انقطاع كبير للتيار الكهربائي يتسبب في إغلاق مطار هيثرو في لندن بالكامل، ومن المتوقع أن يستمر الاضطراب لعدة أيام، مما يؤثر على آلاف الرحلات الجوية حول العالم.[85]
  - الانتخابات العامة في كوراساو 2025: فازت مرشح الحزب الديمقراطي الاجتماعي حركة مستقبل كوراساو بأغلبية مطلقة في البرلمان.[86][87]
- شهدت كوريا الجنوبية واحدة من أسوأ حرائق الغابات في تاريخها الحديث. دمر أكثر من 87,000 هكتار من الأراضي في مقاطعة جيونج سانج الجنوبية، مما أسفر عن مقتل 28 شخصًا على الأقل.[88][89][90]
- 28 مارس - قُتل ما لا يقل عن 5300 شخصًا وجُرح أكثر من 7800 آخرين عندما وقع زلزال بقوة 7.7 درجة في جنوب شرق آسيا، وكان مركزه في ميانمار، لكن الدمار امتد إلى أماكن بعيدة مثل بانكوك، تايلاند.[91][92][93]
- 31 مارس - تم تقديم الجيلدر الكاريبي، ليحل محل الجيلدر الأنتيلي الهولندي كعملة لكوراساو وسانت مارتن.[94]

### أبريل

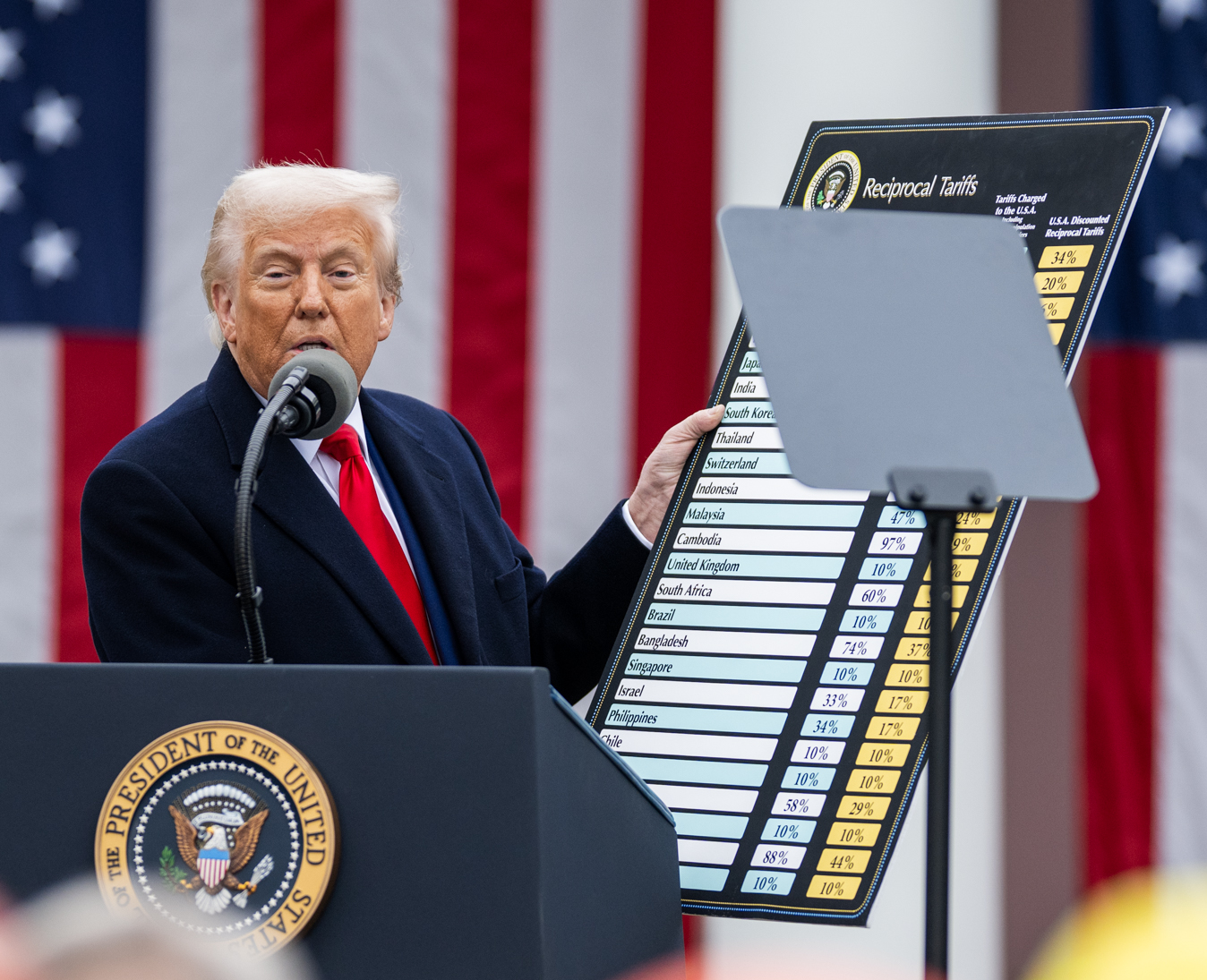
ترامب يعرض أحد مخططين للرسوم الجمركية خلال خطابه في يوم التحرير في 2 أبريل 2025

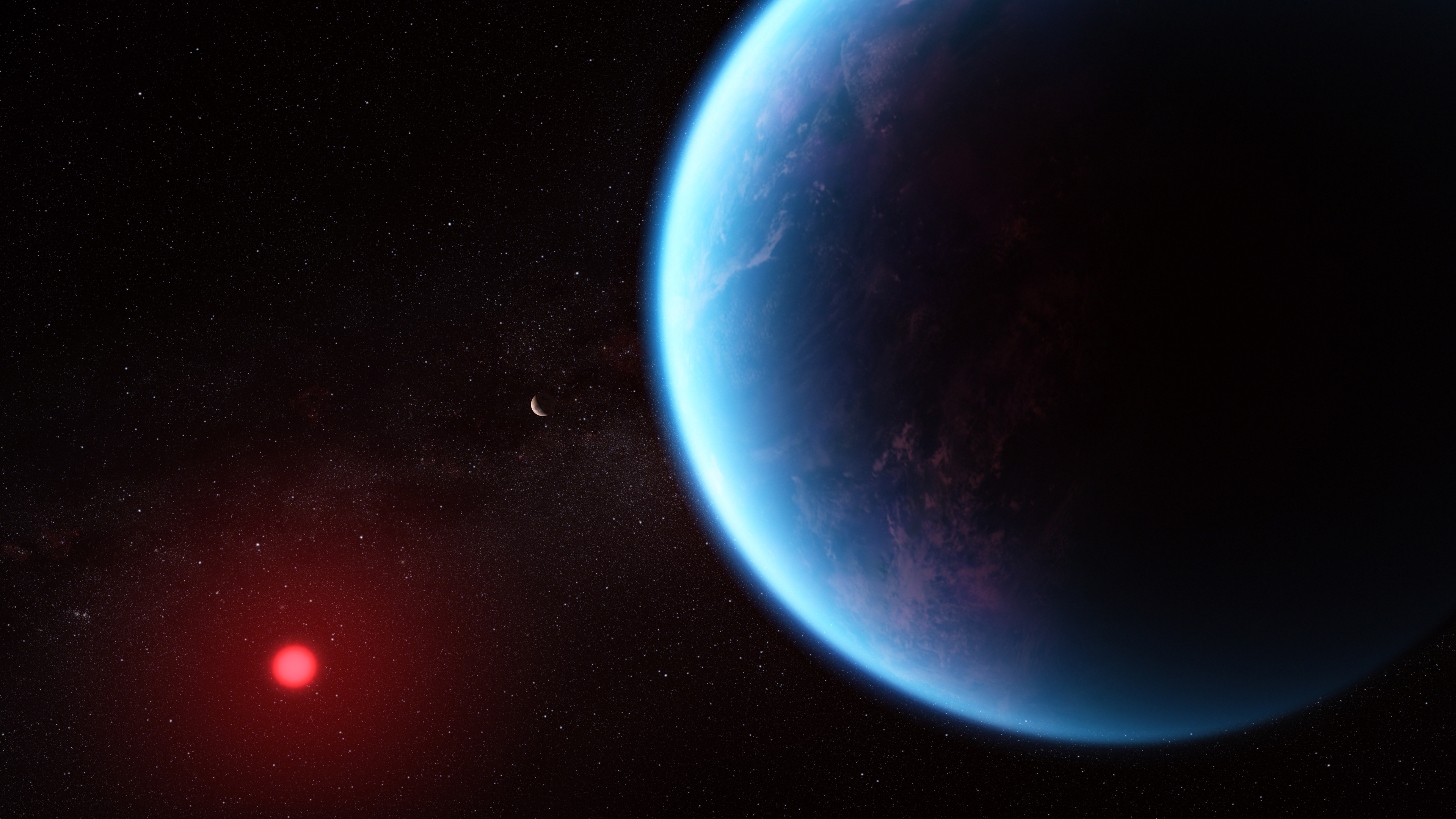
تم اكتشاف بصمات حيوية محتملة في الغلاف الجوي للكوكب الخارجي K2-18b (انطباع فني للكوكب)

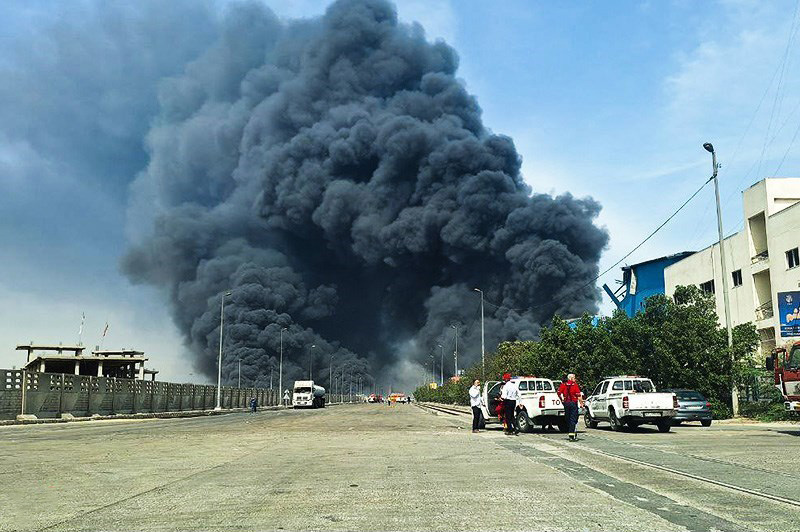
تصاعد الدخان بعد انفجار ميناء الشهيد رجائي 2025 في 26 أبريل

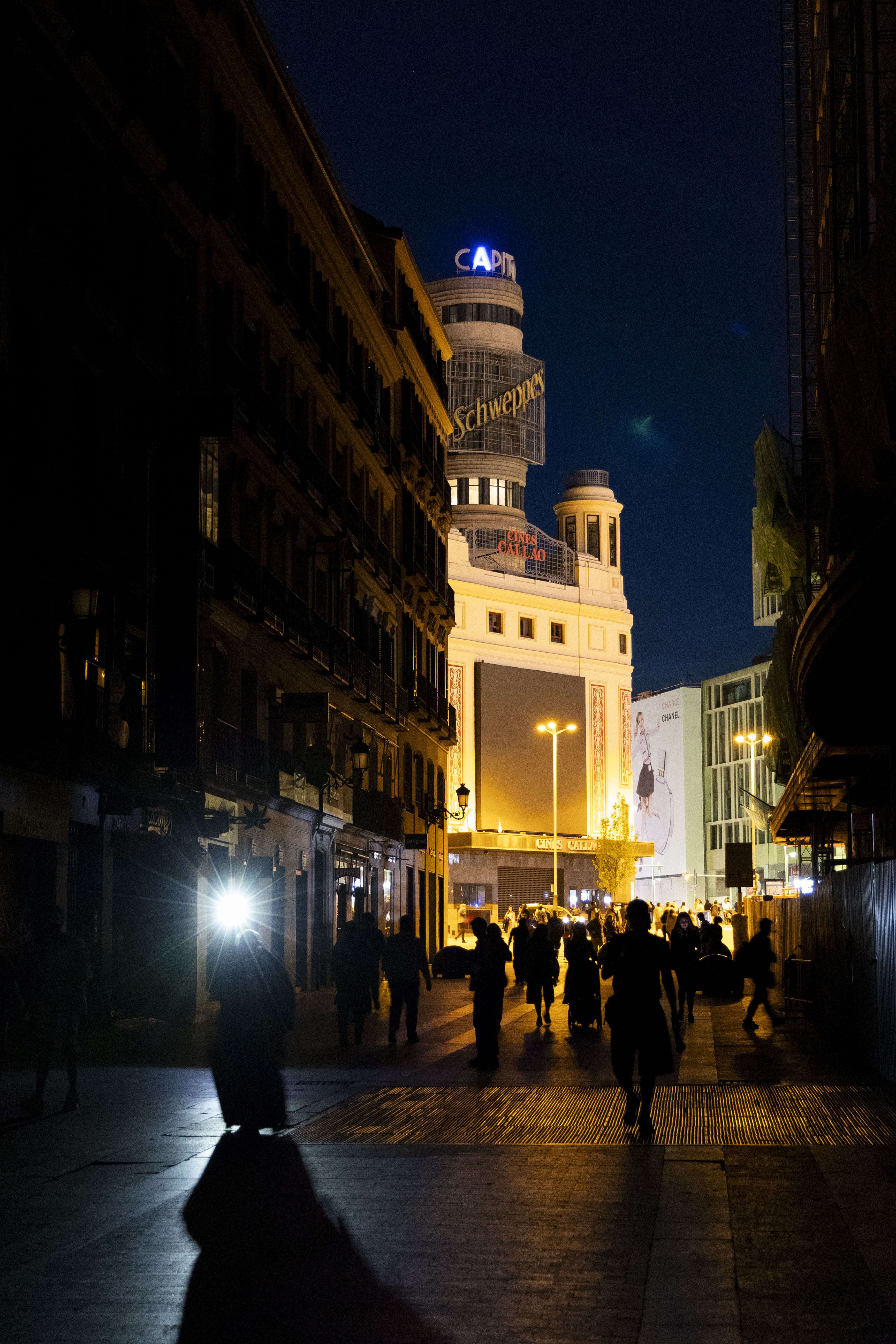
منظر من شارع بريسيادوس في مدريد، إسبانيا باتجاه ساحة كاياو أثناء انقطاع التيار الكهربائي في شبه الجزيرة الأيبيرية في 28 أبريل 2025، حيث لا يزال شارع بريسيادوس مظلمًا بينما تمت استعادة جزء من الكهرباء في كاياو

- 1 أبريل - تم إطلاق Fram2 على متن صاروخ سبيس إكس فالكون 9، لتصبح أول رحلة فضائية مأهولة تدخل مدارًا قطبيًا رجعيًا،[95] أي تحلق فوق أقطاب الأرض.[96][97]
- 2 أبريل - أصدر الرئيس الأمريكي دونالد ترامب تعريفات تجارية شاملة على العديد من البلدان، بما في ذلك تعريفة أساسية بنسبة 10٪ على جميع الواردات.[98][99]
- 3 أبريل - المجر تنسحب من المحكمة الجنائية الدولية بعد وصول رئيس الوزراء الإسرائيلي ومجرم الحرب المتهم بنيامين نتنياهو إلى بودابست في زيارة رسمية، في تحد لمذكرة الاعتقال التي أصدرتها المحكمة الجنائية الدولية ضده.[100][101]
- 4 أبريل - عزل يون سوك يول : أيدت المحكمة الدستورية الكورية الجنوبية بالإجماع عزل يون سوك يول بأغلبية 8 أصوات مقابل لا شيء، مما أدى إلى عزله رسميًا من منصبه.[102]
- 7 أبريل - عرضت شركة Colossal Biosciences ثلاثة ذئاب رمادية تم تعديلها وراثيًا لتشبه الذئب الرهيب المنقرض.[103]
- 8 أبريل - انهار سقف ملهى ليلي أثناء حفل موسيقى لروبي بيريز في سانتو دومينغو، جمهورية الدومينيكان مما أسفر عن مقتل 221 شخصًا على الأقل، بما في ذلك بيريز، وإصابة أكثر من 255 آخرين.[104]
- 12 أبريل 2025 - الانتخابات الرئاسية الغابونية 2025: فاز الرئيس الانتقالي الحالي بريس أوليغي بفترة رئاسية كاملة. وتُعد هذه الانتخابات الأولى منذ انقلاب الغابون 2023، وسبقها استفتاء دستوري عام 2024.[105]
- 13 أبريل – 13 أكتوبر – يقام معرض إكسبو 2025 في أوساكا، اليابان.[106]
- 13 أبريل - إجراء الجولة الثانية من الانتخابات العامة الإكوادورية لعام 2025، أعيد انتخاب الرئيس الحالي دانيال نوبوا لفترة ولاية كاملة.[107]
- 15 أبريل - انقلب قارب خشبي بمحرك بعد اشتعال النيران فيه في نهر الكونغو بالقرب من بلدة مبانداكا في جمهورية الكونغو الديمقراطية، مما أسفر عن مقتل 148 شخصًا على الأقل.[108][109][110]
- 17 أبريل - وجد أن الغلاف الجوي لكوكب K2-18b، وهو عالم مائي مرشح يقع على بعد 124 سنة ضوئية، يحتوي على كميات كبيرة من كبريتيد ثنائي الميثيل و/أو ثنائي كبريتيد ثنائي الميثيل - وهما مركبان معروفان على الأرض بأنهما ينتجان فقط عن طريق الحياة.[111][112][113][114]
- 21 أبريل - توفي البابا فرنسيس، رئيس الكنيسة الكاثوليكية منذ عام 2013، عن عمر يناهز 88 عامًا. وقدم زعماء العالم التعازي.[115]
- 22 أبريل - أطلق مسلحون تابعون لجبهة المقاومة النار على مجموعة من السياح في وادي بايساران في جامو وكشمير بالهند، مما أسفر عن مقتل 26 شخصًا وإصابة 20 آخرين على الأقل.[116]
- 26 أبريل
  - يحضر جنازة البابا فرانسيس وفود من 164 دولة مختلفة من العالم، بما في ذلك 82 زعيمًا، و250 ألف فرد من عامة الناس.[117][118]
- أدى انفجار في ميناء الشهيد رجائي في بندر عباس بإيران إلى مقتل 70 شخصًا على الأقل وإصابة أكثر من 1200 آخرين.[119][120]
- قُتل ما لا يقل عن 11 شخصًا وأصيب ما لا يقل عن 20 آخرين في هجوم دهس بسيارة في مهرجان يوم لابو لابو السنوي في فانكوفر، كولومبيا البريطانية، كندا.[121]
- 28 أبريل
  - انقطاع واسع النطاق للتيار الكهربائي يؤثر على إسبانيا والبرتغال وأندورا وجنوب فرنسا.[122]
  - الانتخابات الفيدرالية الكندية 2025: الحزب الليبرالي، بقيادة مارك كارني، يفوز بإعادة انتخابه للمرة الرابعة، ويشكل حكومة أقلية.[123][124]
  - الانتخابات العامة في ترينيداد وتوباغو عام 2025: فاز حزب المؤتمر الوطني الموحد بحكومة الأغلبية، متغلبًا على حزب الحركة الوطنية الشعبية الحاكم.[125]
- 30 أبريل
  - تم إجراء الانتخابات العامة في جزر كايمان عام 2025.[126]
  - تم توقيع اتفاقية الموارد المعدنية بين أوكرانيا والولايات المتحدة، والتي وفرت حافزًا اقتصاديًا للولايات المتحدة لمواصلة الاستثمار في الدفاع وإعادة الإعمار في أوكرانيا، في مقابل الوصول إلى موارد الطاقة والمعادن في البلد الذي مزقته الحرب.[127]

### مايو
- 3 مايو
  - الانتخابات الفيدرالية الأسترالية 2025: حزب العمال الأسترالي، بقيادة أنتوني ألبانيز، يفوز بإعادة انتخابه، ويشكل حكومة أغلبية.[128][129]
  - الانتخابات العامة السنغافورية 2025: حزب العمل الشعبي الحاكم بقيادة لورانس وونغ يفوز بإعادة انتخابه بأغلبية ساحقة، ويحتفظ بحكومة الأغلبية العظمى.[130]
- احتجاجات مالي 2025: تجمع مئات المتظاهرين في العاصمة باماكو، مالي للاحتجاج على اقتراح الحكومة بحل الأحزاب السياسية وتمديد ولاية الرئيس أسيمي غويتا لمدة 5 سنوات.[131] وتمثل الاحتجاجات أول مظاهرات مؤيدة للديمقراطية في البلاد منذ تولي النظام السلطة في عام 2021.[132]
- 6 مايو:
  - الانتخابات الفيدرالية الألمانية 2025: تم انتخاب فريدرش ميرتس مستشارًا لألمانيا في الجولة الثانية من التصويت البرلماني، بعد ساعات من هزيمته في الجولة الأولى، وهي الأولى في تاريخ ألمانيا بعد الحرب العالمية الثانية.[133][134][135]
- الصراع الهندي الباكستاني عام 2025: أطلقت الهند عدة صواريخ على الأراضي الباكستانية ردًا على هجوم باهالجام 2025 قبل أسبوعين.[136][137]
- 7-8 مايو 2025، المجمع البابوي 2025: انتخب 133 كاردينالًا ناخبًا روبرت فرانسيس بريفوست خليفةً للبابا فرنسيس، في الاقتراع الرابع. اتخذ اسم البابا ليو الرابع عشر، ليصبح أول بابا من أمريكا الشمالية، وأول بابا يحمل الجنسية البيروفية أو الأمريكية، وأول بابا من رهبنة القديس أوغسطين.[138][139]
- 9 – 25 مايو – تقام بطولة العالم للهوكي الجليدي لعام 2025 في ستوكهولم، السويد، وهيرنينج، الدنمارك.[140]
- 11 مايو 2025 - الانتخابات البرلمانية الألبانية 2025: فاز الحزب الاشتراكي الألباني الحالي بقيادة إيدي راما بإعادة انتخابه، محتفظًا بحكومة الأغلبية.[141]
- 12 مايو
  - تم إجراء الانتخابات العامة الفلبينية لعام 2025 في عام 2025.[142]
  - حزب العمال الكردستاني يعلن حل نفسه بعد أن أعلن سابقًا وقف إطلاق النار مع تركيا.[143][144]
- 13-17 مايو - أقيمت مسابقة الأغنية الأوروبية 2025 في بازل بسويسرا؛ وفاز بها المتسابق النمساوي JJ بأغنيته " Wasted Love ".[145]
- 18 مايو
  - أقيمت الجولة الأولى من الانتخابات الرئاسية البولندية لعام 2025.[146]
  - تم إجراء الانتخابات التشريعية البرتغالية لعام 2025.
  - أقيمت الجولة الثانية من الانتخابات الرئاسية الرومانية لعام 2025، بعد إلغاء الانتخابات السابقة.[147]

### يونيو

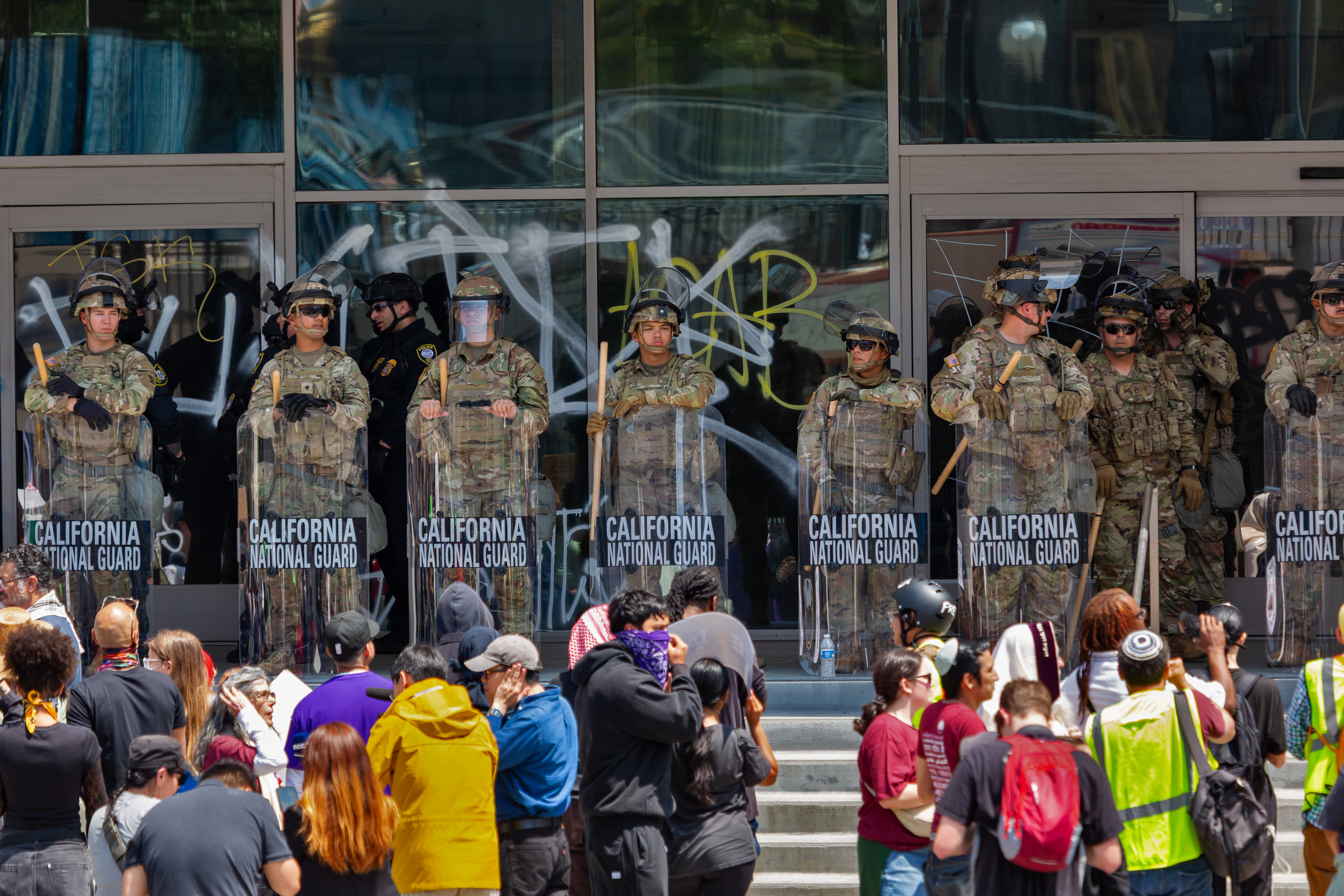
الحرس الوطني في كاليفورنيا والمتظاهرون خلال احتجاجات لس أنجلوس في 9 يونيو 2025

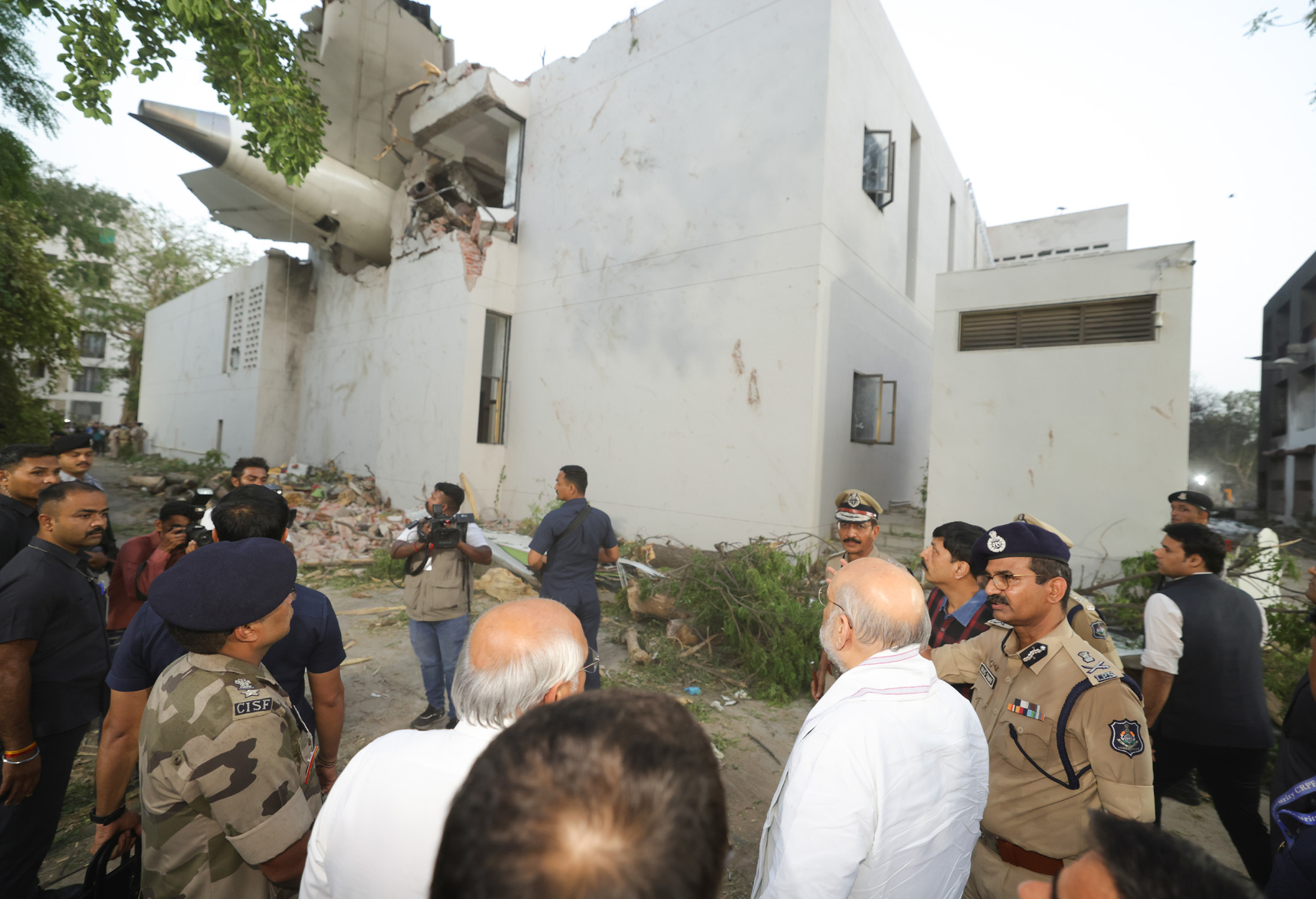
حطام ذيل طائرة الخطوط الجوية الهندية الرحلة 171 عالق في كلية بي جيه الطبية في أحمد آباد

َ

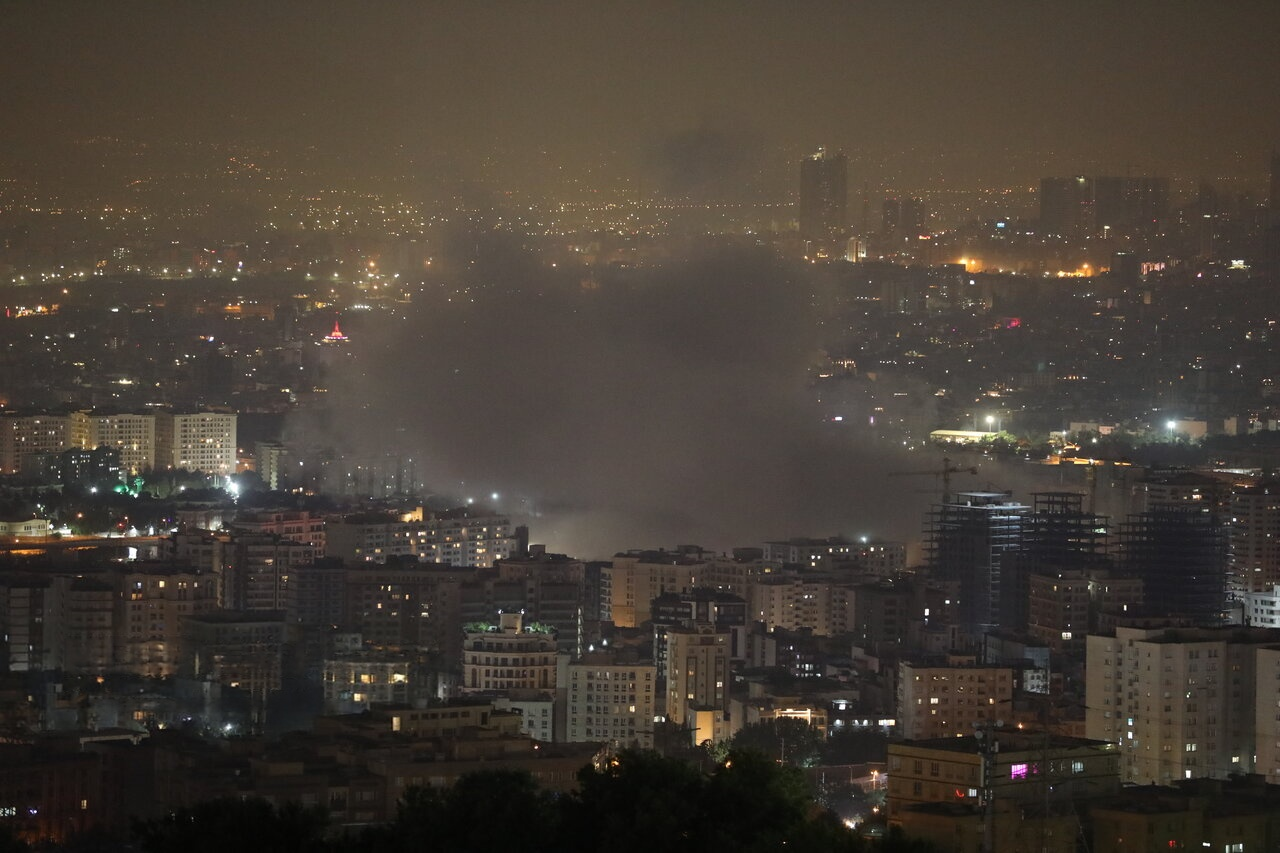
انفجارات في العاصمة الإيرانية طهران خلال الضربات الإسرائيلية على إيران في 13 يونيو 2025

- 1 يونيو - جهاز الأمن الأوكراني يستهدف عددًا من القواعد الجوية الروسية بطائرات مسيرة، في عمليةٍ سُميت «عملية شبكة العنكبوت»، محدثة أضرارًا بالغة بالقاذفات الاستراتيجية الروسية.
- 4 يونيو - انتخاب لي جاي ميونغ رئيسًا لكوريا الجنوبية.
- 10 يونيو - مسلح يقتل عشرة أشخاص في إحدى ثانويات مدينة غراتس في النمسا قبل أن ينتحر.
- 13 يونيو - تحطم طائرة الخطوط الجوية الهندية الرحلة رقم 171 في أحمد آباد، ما أدى لوفاة أكثر من 200 شخص.
- 13 يونيو - إسرائيل تشن ضربات جوية على مناطق مختلفة في إيران مستهدفة منشآت الطاقة النووية وعلماءها، والتي بدأت الحرب الإسرائيلية الإيرانية 2025
- 14 يونيو:
  - إيران تشن ضربات جوية على إسرائيل انتقاما للغارات الاسرائيلية على إيران.
  - اندلعت احتجاجات "لا للملوك" في العديد من المدن في الولايات المتحدة، وكذلك في كندا وأوروبا واليابان والمكسيك، ضد دونالد ترامب.[148][149]
- 15 يونيو إلى 13 يوليو - انطلاق كأس العالم للأندية 2025 في الولايات المتحدة.
- 16-17 يونيو - انعقدت القمة الحادية والخمسون لمجموعة الدول السبع الكبرى في كاناناسكيس، كندا.
- 22 يونيو - الحرب الإيرانية الإسرائيلية يونيو 2025: نفذت الولايات المتحدة غارات جوية بطائرات قاذفة من طراز بي -2 على ثلاثة مواقع نووية إيرانية في فوردو ونطنز وأصفهان.[150]
- 23 يونيو - أطلقت إيران صواريخ على قواعد أمريكية في قطر والعراق ردًا على ضربات اليوم السابق.[151]
- 24-25 يونيو - عقدت قمة حلف شمال الأطلسي في المنتدى العالمي في لاهاي، هولندا.[152]
- 25 يونيو - انطلقت مهمة أكسيوم 4. وتضمنت المهمة أربعة رواد فضاء، من بينهم أول رائدي فضاء من بولندا (سوافوس أوزنانسكي-ويشنيفسكي) والهند (شوبهانشو شوكلا) منذ نهاية الحرب الباردة.[153]
- 27 يونيو - الولايات المتحدة بدعم قطري، تتوسط في معاهدة سلام أولية بين جمهورية الكونغو الديمقراطية ورواندا، منهية بذلك التوترات بين جمهورية الكونغو الديمقراطية-رواندا (2022 – الآن) الذي بدأ في عام 2022.[154]

### يوليو

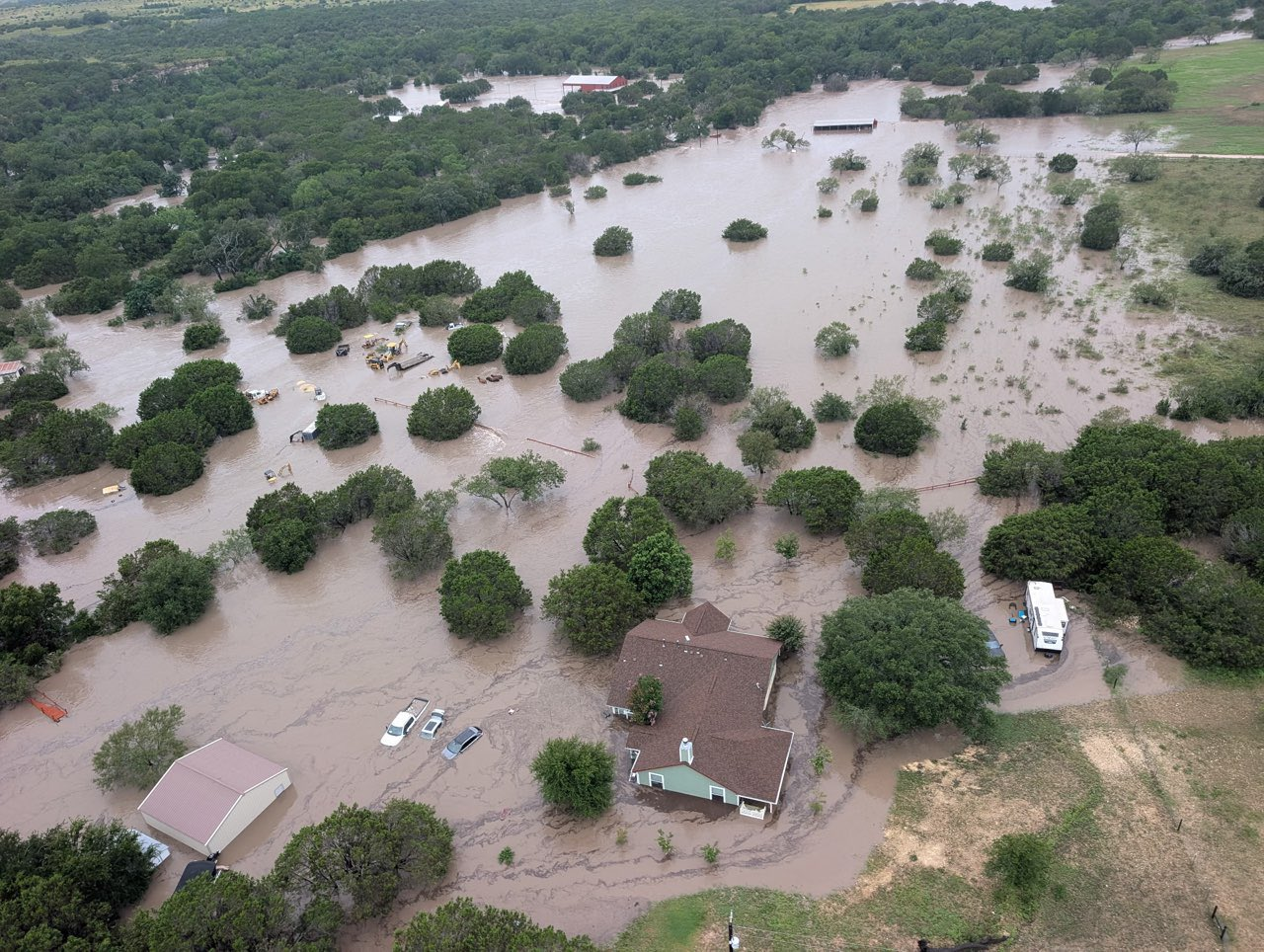
صورة جوية لفيضانات وسط تكساس في يوليو 2025 بالقرب من هانت

- 1 يوليو 2025 الأزمة السياسية في تايلاند: أوقفت المحكمة الدستورية في تايلاند رئيسة الوزراء باتونجتارن شيناواترا عن العمل في انتظار قضية تسعى إلى إقالتها.[155]
- 4 – 7 يوليو – قُتل ما لا يقل عن 145 شخصًا وأُبلغ عن فقدان أكثر من مائة شخص أثناء الفيضانات في وسط تكساس بالولايات المتحدة.[156]

11 يوليو – 3 أغسطس – تقام بطولة العالم للرياضات المائية 2025 في سنغافورة.
- 13 يوليو - اندلعت عدة اشتباكات في جنوب سوريا بين مجموعات مسلحة من الدروز والبدو.
- 16 يوليو – ضربت غارات جوية إسرائيلية القصر الرئاسي السوري ومقر هيئة الأركان العامة السورية في دمشق.[158]
- 21 يوليو:
  - تحطمت طائرة مقاتلة في دكا عام 2025: تحطمت طائرة تدريب من طراز F-7 BGI تابعة للقوات الجوية البنغلاديشية في كلية مايلستون في أوتارا، دكا، مما أسفر عن مقتل 31 شخصًا بما في ذلك الطيار.[159]
- أصدرت ثمانية وعشرون دولة بيانًا مشتركًا يدعو إلى إنهاء الحرب في غزة على الفور، قائلة إنها "وصلت إلى مستويات جديدة" من حيث معاناة المدنيين.[160]
- 23 يوليو - قضت محكمة العدل الدولية بأنه يمكن للدول مقاضاة بعضها البعض بشأن الانبعاثات التاريخية للغازات المسببة للاحتباس الحراري وتأثيرات تغير المناخ.[161]
- 24 يوليو
- تحطمت طائرة أنجارا إيرلاينز الرحلة رقم 2311، التي تشغلها طائرة أنتونوف أن-24 قرب تيندا في شرق سيبيريا، روسيا. لقي جميع من كانوا على متنها، وعددهم 48 شخصًا، حتفهم.[162]
- اندلعت اشتباكات مسلحة بين كمبوديا وتايلاند بعد تصاعد النزاع الحدودي. قُتل ما لا يقل عن 39 شخصًا ونزح أكثر من 100 ألف بسبب الصراع.[163]
- 30 يوليو - زلزال بقوة 8.8 درجة على مقياس ريختر يضرب قبالة سواحل شبه جزيرة كامتشاتكا الروسية، مما أدى إلى إطلاق تحذيرات من حدوث تسونامي في اليابان وهاواي.[164]

### أغسطس
- 5 أغسطس  - حريق غابات بفرنسا الأكبر منذ 1949، تعادل مساحة الأماكن التي إلتهمها الحريق مساحة باريس[165]

## الأحداث المتوقعة والمجدولة
- 1 يوليو – من المتوقع أن تتبنى بلغاريا عملة اليورو وتصبح الدولة العضو الحادية والعشرين في منطقة اليورو.
- 7 – 17 أغسطس – ستقام دورة الألعاب العالمية 2025 في تشنغدو، الصين.
- 13 سبتمبر إلى 21 سبتمبر - انطلاق بطولة العالم لألعاب القوى 2025 في طوكيو، اليابان.
- 20 أكتوبر - إن لم تجرِ في وقت سابق، فستجرى الانتخابات الفيدرالية الكندية 2025 في موعد لا يتجاوز هذا التاريخ.[166]
- 14 أكتوبر - أعلنت شركة مايكروسوفت أواخر شهر أبريل عام 2023 عن انتهاء دعم نظام التشغيل ويندوز 10 بعد إصدارها آخر نسخة تحديث 22H2 حيث ستتوقف عن إرسال التحديثات الأمنية والإصلاحات الطارئة والدعم الفني بحلول التاريخ المقرر.
- 26 أكتوبر - إذا لم تجرِ في وقت سابق, فستجرى الانتخابات الفيدرالية الألمانية 2025 في موعد لا يتجاوز هذا التاريخ.
- 27 نوفمبر – 14 ديسمبر – ستقام بطولة العالم لكرة اليد للسيدات 2025 في ألمانيا وهولندا.
- 21 ديسمبر - 18 يناير 2026 - انطلاق النسخة الخامسة والثلاثين من كأس الأمم الأفريقية 2025 في المغرب.

## وفيات

### يناير
- 1 يناير:  ديفيد لودج، كاتب بريطاني.
- 2 يناير:  عبد العزيز الحداد، ممثل ومخرج كويتي.
- 2 يناير:  كريستوبال أورتيغا، لاعب كرة قدم مكسيكي.
- 2 يناير:  فردي طيفور، مغني وممثل تركي.
- 3 يناير:  جيلبرت فان بينست، لاعب كرة قدم بلجيكي.
- 3 يناير:  ماجدة رعد، أميرة أردنية سويدية.
- 4 يناير:  ماتياس أكونا، لاعب كرة قدم أوروغوياني.
- 4 يناير:  إميليو إتشيفاريا، ممثل مكسيكي.
- 4 يناير:  جوليان بولين، ممثل ومخرج كندي.
- 4 يناير:  أنجانا سلطانة، ممثلة سينمائية من البنغلاديش.
- 4 يناير:  محسن حباشة، لاعب كرة قدم تونسي.
- 4 يناير:  محمد السكتاوي، ناشط حقوقي مغربي.
- 5 يناير:  بنوا أليمان، ممثل فرنسي.
- 5 يناير:  خوان مانويل فيا، لاعب كرة قدم إسباني.
- 5 يناير:  منى رياض الصلح، أميرة سعودية.
- 6 يناير:  أحمد خلف، كاتب روائي عراقي.
- 6 يناير:  سارية عبد الكريم الرفاعي، عالم مسلم وداعية سوري.
- 7 يناير:  بيتر يارو، مغني أمريكي.
- 7 يناير:  جلال هريدي، قائد عسكري وسياسي مصري.
- 7 يناير:  عبد القادر ولد مخلوفي، ملاكم جزائري.
- 7 يناير:  جان ماري لوبان، سياسي متطرف فرنسي.
- 8 يناير:  نانسي ليفتنانت كولون، أول أمريكية من أصل إفريقي تلتحق بالجيش الأمريكي.
- 10 يناير:  سام مور، مغني وموسيقي أمريكي.
- 10 يناير:  نيلسون سيلفا باتشيكو، لاعب كرة قدم أوروغوياني.
- 11 يناير:  بوبي كينيدي، لاعب ومدرب كرة قدم إسكتلندي.
- 11 يناير:  تيني رويس، لاعب ومُدرب كرة قدم هولندي.
- 13 يناير:  محمود سعد، مغني شعبي مصري.
- 13 يناير:  طوني بوك، لاعب ومدرب كرة قدم إنجليزي.
- 13 يناير:  فيسنتي فيغا، لاعب كرة قدم فنزويلي.
- 14 يناير:  طوني سلاتري، ممثل بريطاني.
- 14 يناير:  محمد ناصر بيريا، عالم شيعي وسياسي إيراني.
- 14 يناير:  كريم بدر، إعلامي عراقي.
- 15 يناير:  محمد حاج حمو، سياسي جزائري.
- 15 يناير:  ليندا نولان، مغنية وكاتبة وممثلة أيرلندية.
- 15 يناير:  ديان لانجتون، ممثلة بريطانية.
- 15 يناير:  مهدي عبد الهادي، كاتب فلسطيني.
- 16 يناير:  هشام المدفعي، مهندس معماري عراقي.
- 17 يناير:  داود مراغة، سياسي فلسطيني.
- 17 يناير:  بونسالماغيين أوتشيربات، رئيس جمهورية منغوليا.
- 18 يناير:  الطيب كحل العيون، شيخ القراء في المغرب.
- 19 يناير:  جويس بايفن، ممثلة أمريكية.
- 19 يناير:  جيمي كالدروود، لاعب كرة قدم بريطاني.
- 19 يناير:  فيكتور إيفان، صحفي سريلانكي.
- 19 يناير:  بيير ميرتنز، كاتب بلجيكي.
- 19 يناير:  ليلى هايز، ممثلة أسترالية.
- 20 يناير:  ميمي الشربيني، لاعب كرة قدم ومعلق رياضي مصري شهير.
- 21 يناير:  فاليري أندريه، أول إمراة جنرال في العسكرية الفرنسية.
- 21 يناير:  موريسيو فونيس، رئيسا السلفادور.
- 21 يناير:  عبد العزيز بن مشعل بن عبد العزيز آل سعود، رجل اعمال سعودي.
- 22 يناير:  فاسكو جواكيم روشا فييرا، ضابط في الجيش البرتغالي، وآخر حاكم لماكاو.
- 23 يناير:  الباقر العفيف، كاتب ومفكر سوداني.
- 23 يناير:  كاري هاريسون، روائي بريطاني.
- 24 يناير:  ميميس دومازوس، لاعب كرة قدم يوناني.
- 24 يناير:  مكرم الطالباني، سياسي عراقي.
- 24 يناير:  إيدي ووترس، لاعب كرة قدم بلجيكي.
- 24 يناير:  جوزيف أنطوني أماتو، كاتب وشاعر أمريكي.
- 25 يناير:  غلوريا روميرو، ممثلة فلبينية.
- 27 يناير:  ألما روزا أغيري، ممثلة مكسيكية.
- 27 يناير:  حسين الديماسي، سياسي تونسي.
- 28 يناير:  هورست يانسون، ممثل ألماني.
- 28 يناير:  وهب رومية، أديب سوري.
- 28 يناير:  محمود سعيد، كاتب وقاص وروائي عراقي أمريكي.
- 28 يناير:  محمد بن فهد بن عبد العزيز آل سعود، أمير منطقة الشرقية السابق.
- 29 يناير:  سلوان موميكا، عراقي مناهض للإسلام اشتهر بتدنيسه القرآن في عدة مناسبات.
- 29 يناير:  محمد جبريل، كاتب روائي مصري.
- 30 يناير:  محمد الضيف، قائد عسكري فلسطيني، (أُعلنت وفاته في هذا اليوم).
- 31 يناير:  عبد الرحمن سميح إبراهيم، مؤرخ فلسطيني.
- 31 يناير:  ناصر الصالح، ملحن سعودي.
- 31 يناير:  محمد الطويان، ممثل سعودي.
- 31 يناير:  عبد الحميد سلامة، سياسي تونسي.
- 31 يناير:  وطفاء بنت محمد آل عبد الرحمن آل سعود، أميرة سعودية.

### فبراير
- 1 فبراير:  هورست كولر، رئيس ألمانيا.
- 2 فبراير:  مصطفى بيومي ، كاتب وروائي مصري.
- 2 فبراير:  عامر التوني، مُنشد صوفي مصري.
- 2 فبراير:  صادق فرج، كاتب وصحفي عراقي.
- 2 فبراير:  فريدريك ولهلم براون، لاعب كرة سلة برازيلي.
- 2 فبراير:  باربي هسو، ممثلة تايوانية.
- 2 فبراير:  ألان شولدر، لاعب كرة قدم إنجليزي.
- 2 فبراير:  برايان ميرفي، ممثل بريطاني.
- 3 فبراير:  أنطونيو ليما دوس سانتوس، لاعب كرة قدم برازيلي.
- 4 فبراير:  سيد أحمد غزالي، سياسي جزائري.
- 4 فبراير:  مارية تيريزا هورتا، كاتبة برتغالية.
- 4 فبراير:  آغا خان الرابع، إمام الشيعة الإسماعيلية التاسع والأربعين.
- 4 فبراير:  ستيوارت روبن، لاعب شطرنج بريطاني.
- 5 فبراير:  صالح العويل، ممثل مصري.
- 5 فبراير:  دنيس ريتشموند، مذيع صحفي أمريكي.
- 6 فبراير:  غوردون مارشال، لاعب كرة قدم إنجليزي اسكتلندي.
- 6 فبراير:  كينيث كيتشن، عالم آثار ومؤرخ بريطاني.
- 6 فبراير:  جون آدامز مورغان، رجل أعمال وبحَّار أمريكي.
- 7 فبراير:  أحمد حرب، كاتب روائي فلسطيني.
- 8 فبراير:  عصام الجلبي، سياسي ومهندس عراقي.
- 8 فبراير:  سام نوجوما، أوَّل رؤساء جمهورية ناميبيا.
- 8 فبراير:  بوب بينغهام، ممثل أمريكي.
- 9 فبراير:  أمل نصر الدين، سياسي إسرائيلي من عرب الداخل.
- 9 فبراير:  أصيل نادر، رجل أعمال قبرصي تركي.
- 9 فبراير:  طوم روبنز، روائي وكاتب أمريكي.
- 9 فبراير:  إديث ماثيس، مغنية أوبرا سويسرية.
- 9 فبراير:  إنجي مراد، ممثلة سورية.
- 9 فبراير:  جورج ديفيز، لاعب كرة قدم إنجليزي.
- 9 فبراير:  أحمد طه الأسدي، فنان مسرحي عراقي.
- 10 فبراير:  جون تودور، لاعب كرة قدم إنجليزي.
- 10 فبراير:  جيروم درايتون، عدَّاء كندي.
- 11 فبراير:  فيليب برادي، مذيع ومقدم تلفزيوني أسترالي.
- 11 فبراير:  موسى ليم، ممثل سنغافوري.
- 11 فبراير:  بلال الكبيسي، منشد عراقي.
- 11 فبراير:  نورما مورا، ممثلة مكسيكية.
- 12 فبراير:  علي قاقرين، لاعب كرة قدم سوداني.
- 12 فبراير:  طومي هنت، مغني أمريكي.
- 12 فبراير:  هولمز رولستون الثالث، فيلسوف أمريكي.
- 13 فبراير:  يانوس دوناي، لاعب ومدرب كرة قدم مجري.
- 13 فبراير:  روني بويس، لاعب ومدرب كرة قدم إنجليزي.
- 14 فبراير:  صالح سعيد باعامر، كاتب يمني.
- 14 فبراير:  هاني السعدي، كاتب وممثل سوري.
- 14 فبراير:  جنفييف بيج، ممثلة فرنسية.
- 15 فبراير:  إليزه يوهانسون، كاتبة سويدية.
- 16 فبراير:  روبين أوسكار فالديز، لاعب كرة قدم أرجنتيني.
- 16 فبراير:  أحمد البوخاري، رجل مخابرات مغربي.
- 16 فبراير:  كيم ساي رون، ممثلة كورية جنوبية.
- 16 فبراير:  جوليان هولواي، ممثل بريطاني.
- 16 فبراير:  يولاندا مونتيس، ممثلةأمريكية مكسيكية.
- 16 فبراير:  آسيا مدني، مطربة سودانية.
- 17 فبراير:  أنطونين مالييت، روائية وكاتبة كندية.
- 17 فبراير:  فولكر روت، حكم كرة قدم ألماني.
- 17 فبراير:  فريتس بولكيستين، سياسي هولندي.
- 18 فبراير:  محمد بن مريسي الحارثي، أديب سعودي.
- 19 فبراير:  سليمان سيسيه، مخرج سينمائي مالي.
- 20 فبراير:  بيتر جيسون، ممثل أمريكي.
- 20 فبراير:  إيفان وليمز، لاعب كرة قدم اسكتلندي.
- 21 فبراير:  العنود بنت محمد بن عبد العزيز آل سعود بن فيصل آل سعود، أميرة سعودية.
- 21 فبراير:  خواجة شمس الدين عظيمي، عالم مسلم وفيلسوف متصوف باكستاني.
- 21 فبراير:  براندان ماكفرلين، ناشط سياسي ومناضل أيرلندي.
- 21 فبراير:  لين ماري ستيوارت، ممثلة أمريكية.
- 21 فبراير:  كلينت هيل، عميل استخبارات أمريكي.
- 22 فبراير:  مها بيرقدار، شاعرة ورسامة سورية لبنانية.
- 22 فبراير:  كين باركر، مغنٍّ وموسيقي جامايكي.
- 22 فبراير:  هانز فان دن بروك، سياسي هولندي.
- 23 فبراير:  داود عطا الله صيام، قارئ المسجد الأقصى المبارك.
- 24 فبراير:  حسن جلبي، خطاط تركي.
- 24 فبراير:  روبرتا فلاك، مغنية أمريكية.
- 24 فبراير:  روبرت جون، مغني أمريكي.
- 25 فبراير:  جينيفر جونستون، روائية وكاتبة أيرلندية.
- 25 فبراير:  هنري كيلي، مقدم تلفزيوني بريطاني.
- 26 فبراير:  ميشيل تراشتنبرغ، ممثلة أمريكية.
- 26 فبراير:  جين هاكمان، ممثل أمريكي.
- 26 فبراير:  هانز بيركنر، لاعب كرة قدم نمساوي.
- 27 فبراير:  بوريس سباسكي، لاعب شطرنج سوفيتي ثُمَّ روسي وفرنسي.
- 28 فبراير:  عمارة المليتي، ممثل تونسي.
- 28 فبراير:  نور الدين حشاد، سياسي تونسي.
- 28 فبراير:  محمد بن عيسى، سياسي ووزير مغربي.

### مارس
- 1 مارس:  مونتا مينو، مذيع تلفزيوني ياباني.
- 1 مارس:  نيكو هيدالغو، لاعب كرة قدم إسباني.
- 1 مارس:  أنجي ستون، مغنية وممثلة أمريكية.
- 1 مارس:  توليو لانيزي، حكم كرة قدم إيطالي.
- 2 مارس:  خوان مارغالو، ممثل إسباني.
- 2 مارس:  بوفيسار سعيديف، مصارع روسي.
- 2 مارس:  مصطفى طه، ممثل مسرحي مصري.
- 2 مارس:  بيدرو ثارالوكي، كاتب روائي إسباني.
- 2 مارس:  أديب آق بيرم، موسيقي تركي.
- 4 مارس:  صلاح كزارة، عالم لغوي وباحث ومحقِّق سوري.
- 5 مارس:  محمد يحيى ولد محمد سالم، إعلامي موريتاني.
- 5 مارس:  فريد ستول، لاعب كرة مضرب أسترالي.
- 5 مارس:  إبراهيم أبو الخير، ممثل أردني.
- 5 مارس:  خالد جمعة، بطل في رياضة الراليات أردني.
- 5 مارس:  عبد العزيز بن صالح العقيل، إعلامي ومثقف سعودي.
- 6 مارس:  مابل سيغون، كاتبة وشاعرة نيجيرية.
- 9 مارس:  حماد القباج، باحث وداعية مغربي.
- 10 مارس:  مختار الكسباني، عالم آثار إسلامية مصري.
- 10 مارس:  عمار الدوخي، لاعب منتخب الإمارات.
- 11 مارس:  نور الدين اللباد، سياسي ودبلوماسي وشاعر سوري.
- 12 مارس:  محمود فرشيدي، سياسي إيراني.
- 13 مارس:  محمد نديم فاضل، عالم نحوي ومحقِّق سوري.
- 14 مارس:  عبد الله الأسمري، شاعر غنائي سعودي.
- 15 مارس:  إحسان الترك، ممثل مصري.
- 16 مارس:  أنطوان كرباج، مسرحي وممثل لبناني.
- 17 مارس:  أبو إسحاق الحويني، عالم ومحدِّث سنِّي وداعية مصري.
- 23 مارس:  محمد صلاح، ممثل مصري.
- 31 مارس:  إيناس النجار، ممثلة تونسية.

### أبريل
- 1 أبريل:  فال كيلمر، ممثل أمريكي.

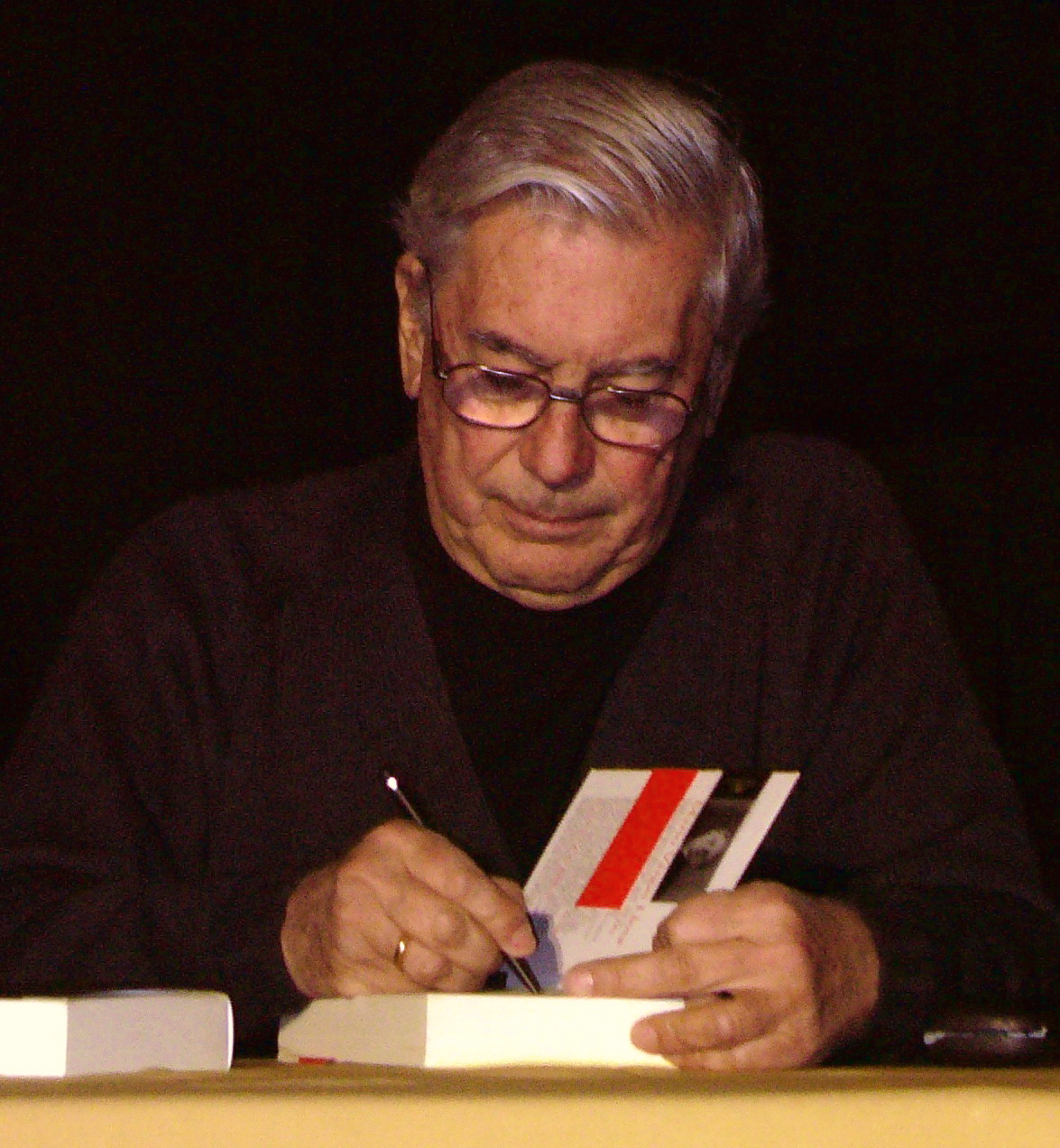
ماريو فارغاس يوسا

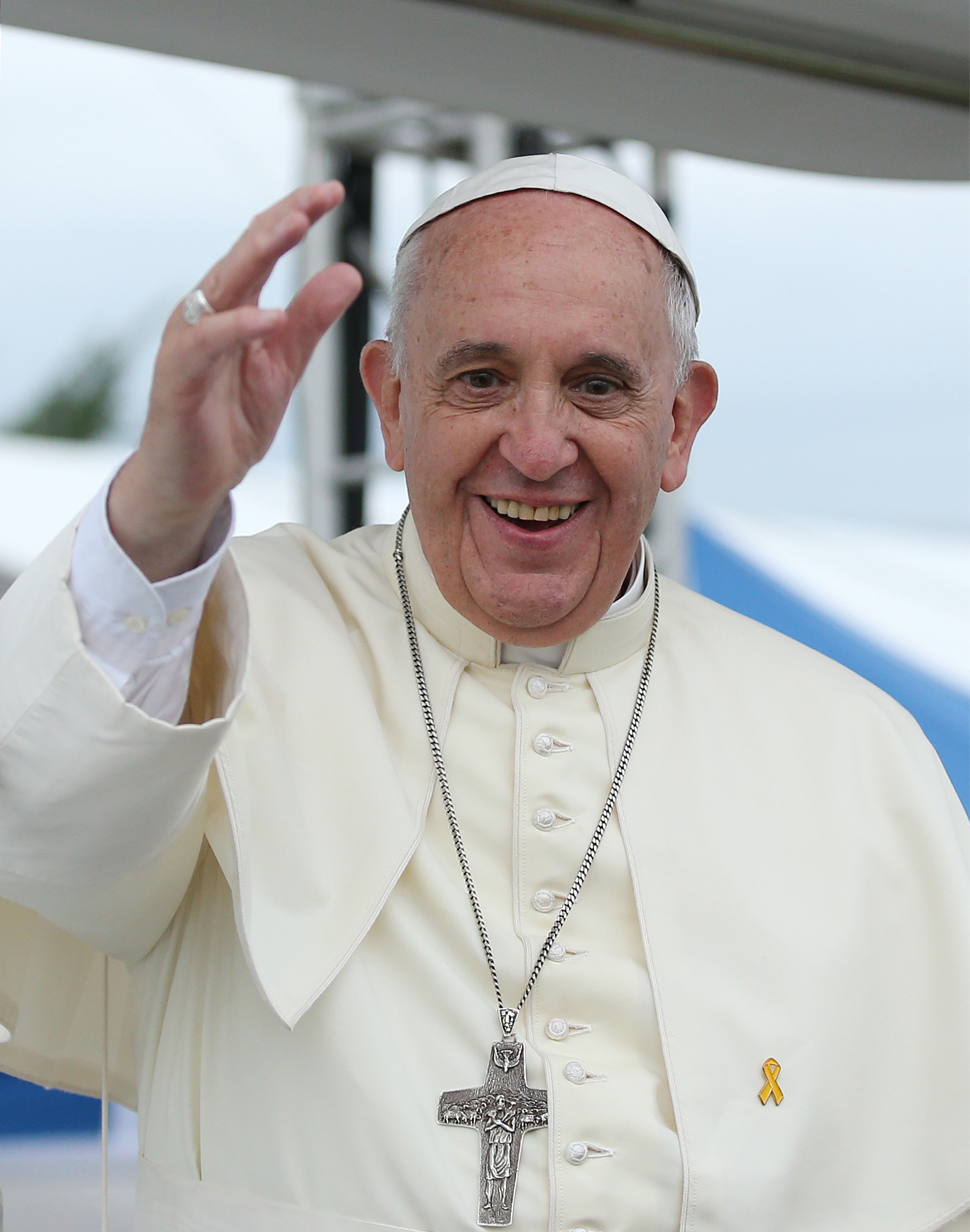
البابا فرنسيس

- 1 أبريل:  فرامرز ظلي، لاعب كرة قدم إيراني.
- 1 أبريل:  حسن بدير، من قادة حزب الله اللبناني.
- 1 أبريل:  يحيى ميشوت، عالم دراسات إسلامية وكاتب بلجيكي.
- 2 أبريل:  خامتاي سيفاندون، رئيس جمهورية لاوس.
- 3 أبريل:  مايكل هيرلي، مغني وموسيقي أمريكي.
- 3 أبريل:  أندي وارتون، لاعب كرة قدم إنجليزي.
- 4 أبريل:  مانوج كومار، ممثل هندي.
- 4 أبريل:  فريوريك إلافسون، لاعب شطرنج آيسلندي.
- 4 أبريل:  حسن فرحات، لقيادي في حماس الفلسطينية.
- 5 أبريل:  محسن بوهلال، لاعب كرة قدم مغربي.
- 5 أبريل:  هارمن سيزن، مقدم اخبار هولندي.
- 6 أبريل:  خورخي بولانيو، لاعب كرة قدم كولومبي.
- 6 أبريل:  جاي نورث، ممثل أمريكي.
- 8 أبريل:  رناد ثلجي، ممثلة أردنية.
- 8 أبريل:  مانغا، لاعب كرة قدم برازيلي.
- 8 أبريل:  جواد محسن، مطرب وفنان عراقي.
- 8 أبريل:  أوريليو بيريرا، لاعب ومُدرب كرة قدم برتغالي.
- 8 أبريل:  عبد الله بن مساعد آل عبد الرحمن، أمير سعودي.
- 9 أبريل:  عيد الفايز، سياسي أردني.
- 8 أبريل:  فالح الناصر، سياسي أردني.
- 8 أبريل:  محمد خالد الخطيب، قيادي في الجيش السوري الحر.
- 9 أبريل:  عيد الفايز، سياسي أردني.
- 9 أبريل:  لويس فيليبي نوي، كاتب أرجنتيني.
- 9 أبريل:  ميل نوفاك، ممثل أمريكي.
- 9 أبريل:  الفاتح عروة، عسكري ودبلوماسي سوداني.
- 10 أبريل:  ليو بينهاكر، لاعب كرة قدم هولندي.
- 11 أبريل:  أكبر اعتماد، عالم نووي إيراني.
- 12 أبريل:  أبو بكر كاكي، عداء سوداني.
- 12 أبريل:  إبراهيم شيكا، لاعب كرة قدم مصري.
- 12 أبريل:  سليمان عيد، ممثل مصري.
- 13 أبريل:  ماريو فارغاس يوسا، كاتب بيروفي.
- 13 أبريل:  جيان مارش، ممثلة بريطانية.
- 13 أبريل:  جاويد كودو، ممثل باكستاني.
- 13 أبريل:  خورشيد أحمد، سياسي باكستاني.
- 14 أبريل:  عبد الله أحمد بدوي، سياسي ماليزي.
- 15 أبريل:  عبد العزيز المصري، مهندس نفط وجيوفيزيائي سوري.
- 15 أبريل:  ريوما وايزمن، سيدة إسرائيل الأولى السابقة.
- 15 أبريل:  إلهام أبو السعود، أول ملحنة موسيقية سورية.
- 16 أبريل:  باتريك أديارت، ممثل أمريكي.
- 16 أبريل:  فاطمة حسونة، مصورة صحفية فلسطينية.
- 16 أبريل:  نورا أونور، ممثلة فلبينية.
- 16 أبريل:  محمد بن علي الفايز، وزير سعودي.
- 16 أبريل:  آرون بوبندزا، لاعب كرة قدم غابوني.
- 17 أبريل:  جمعة اللامي، كاتب روائي عراقي.
- 18 أبريل:  سليمان عيد، ممثل مصري.
- 18 أبريل:  نيكولا بوكريفاتش، لاعب كرة قدم كرواتي.
- 19 أبريل:  إلياس لحود، شاعر لبناني.
- 19 أبريل:  مائير مزوز، حاخام إسرائيلي من أصل تونسي.
- 20 أبريل:  سعد بن عبد الرحمن البواردي، أديب وشاعر سعودي.
- 20 أبريل:  نواف سلامة، رجل أعمال روماني-سوري.
- 20 أبريل:  هوغو غاتي، لاعب كرة قدم أرجنتيني.
- 21 أبريل:  ويل هوتشينز، ممثل أمريكي.
- 21 أبريل :  البابا فرنسيس بابا الفاتيكان.
- 23 أبريل :  صبحي عطري، إعلامي سوري.
- 23 أبريل:  فؤاد المبزع، رئيس الجمهورية التونسية.
- 30 أبريل:  سمر عبد العزيز، ممثلة ومطربة سورية.
- 30 أبريل:  إينا كانابارو لوكاس، راهبة برازيلية وأكبر معمرة في العالم.
- 30 أبريل:  خوليس ويدنبوش، رئيس جمهورية سورينامي.

### مايو
- 1 مايو:  مانولو كاسيريس، واحد من مشجعي كرة القدم الأكثر شهرة في العالم إسباني.
- 2 مايو:  رامي العبد الله، ممثل كويتي.
- 2 مايو:  محمد الشوبي، ممثل مغربي.
- 2 مايو:  عدنان القصار، سياسي لبناني.
- 3 مايو:  وليد مصطفى حسن، رجل أعمال مصري.
- 3 مايو:  سعد البريك، داعية سعودي.
- 3 مايو:  ساجد مير، باحث إسلامي باكستاني.
- 3 مايو:  بيار عودة، مخرج مسرحي ومدير فني فرنسي لبناني.
- 3 مايو:  سري ثريا أوندر، ممثل وكاتب تركي.
- 4 مايو:  غلام محمد الوستانوي، عالم إسلامي ومربٍّ هندي.
- 5 مايو:  لويس غالفان، لاعب كرة قدم أرجنتيني.
- 5 مايو:  نعيم عيسى، ممثل مصري.
- 6 مايو:  فخري عودة، ممثل وإعلامي كويتي.
- 9 مايو:  صاحب خزعل، لاعب كرة قدم عراقي.
- 11 مايو:  فاطمة سعد، ممثلة ومؤدية أصوات سورية.
- 11 مايو:  ويلبرفورس مفوم، لاعب كرة قدم غاني.
- 11 مايو:  شعبان الشامي، قاضي الإعدامات.
- 12 مايو:  عبد الغني الككلي، عسكري ليبي.
- 13 مايو:  حلمي محمد القاعود، مفكِّر وكاتب روائي مصري.
- 13 مايو:  شريف ليلة، ممثل مصري.
- 14 مايو:  محمد عبد الرحمن ولد أحمد، شيخ علامة موريتاني.
- 14 مايو:  أديب قدورة، ممثل فلسطيني سوري.
- 14 مايو:  محمد الجزار، فنان سوداني.
- 14 مايو:  عبد الله بن سعود بن سعد الأول آل عبدالرحمن آل سعود، أمير سعودي.
- 15 مايو:  موفق محمد، شاعر عراقي.
- 15 مايو:  ياسين البكالي، شاعر وقاص يمني.
- 16 مايو:  حسن مهداوي، فنان تشكيلي معربي.
- 16 مايو:  أسامة السباعي، إعلامي سعودي.
- 16 مايو:  برايان غلانفيل، كاتب وصحفي بريطاني.
- 16 مايو:  سبولة محمد حميد، أم الثوار عراقية.
- 17 مايو:  كوركيس إسماعيل، لاعب كرة قدم عراقي.
- 17 مايو:  علي القزق، دبلوماسي فلسطيني.
- 24 مايو:  السيد سعيد، قارئ قرآن مصري.
- 28 مايو:  نعيمة بوحمالة، ممثلة مغربية.
- 29 مايو:  شفيق محمود، مؤرخ فلسطيني.

### يونيو

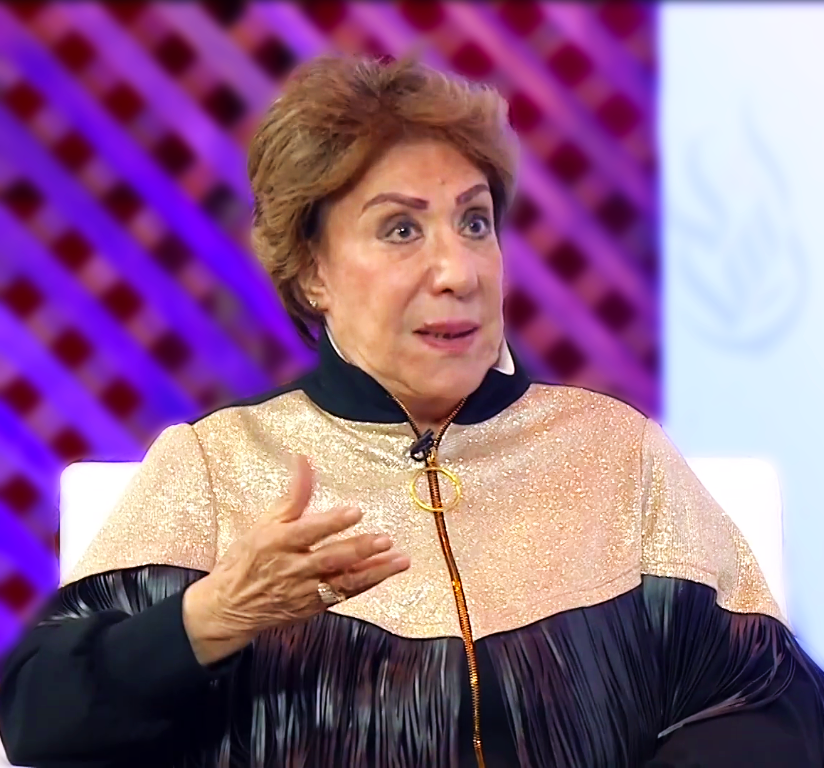
سميحة أيوب

- 1 يونيو:  علي بدوان، كاتب ومحلل سياسي فلسطيني سوري.
- 1 يونيو:  جوناثان جوس، ممثل أمريكي.
- 1 يونيو:  مونيكا نيلسن، ممثلة سويدية.
- 2 يونيو:  شي تشيليانغ، قائد عسكري وسياسي صيني.
- 2 يونيو:  عبد الحق المريني، مؤرخ المملكة المغربية.
- 2 يونيو:  بيير نورا، مؤرخ فرنسي.
- 3 يونيو:  سميحة أيوب، ممثلة مصرية.
- 3 يونيو:  إدموند وايت، روائي أمريكي.
- 4 يونيو:  فيليب لابرو، كاتب وصحفي فرنسي.
- 4 يونيو:  حسونة المصباحي، كاتب روائي تونسي.
- 4 يونيو:  إنزو ستايولا، ممثل إيطالي.
- 5 يونيو:  إدغار لونغو، رئيس جمهورية زامبيا.
- 5 يونيو:  هدى العجيمي، مذيعة مصرية.
- 5 يونيو:  جوهر أمحيص أكسيل، كاتبة جزائرية.
- 6 يونيو:  غزوة الخالدي، ممثلة عراقية.
- 13 يونيو: أبرز ضحايا الضربات الإسرائيلية على إيران:
  -  حسين سلامي، قائد عسكري إيراني.
  -  أمير علي حاجي زاده، قائد عسكري إيراني.
  -  علي شمخاني، قائد عسكري وسياسي إيراني.
  -  محمد باقري، قائد عسكري إيراني.
  -  غلام علي رشيد، قائد عسكري إيراني.
  -  محمد مهدي طهرانجي، عالم فيزياء إيراني.
  -  فريدون عباسي، عالم نووي وسياسي إيراني.
- 14 يونيو:  أسد تقي، رياضي كويتي.
- 14 يونيو:  حسين القطان، ممثل كويتي.
- 14 يونيو:  فيوليتا تشامورو، أول امرأة تتولى رئاسة جمهورية نيكاراغوا.
- 15 يونيو:  محمد كاظمي، قائد عسكري إيراني.
- 15 يونيو:  وليم لانغويش، كاتب وصحفي أمريكي.
- 16 يونيو:  ديك إدواردز، لاعب كرة قدم إنجليزي.
- 16 يونيو:  باتي درو، مغنية أمريكية.
- 17 يونيو:  تشارلز بوريل، موسيقي أمريكي.
- 17 يونيو:  علي شادماني، قائد عسكري إيراني.
- 17 يونيو:  بيرنارد لاكومب، لاعب كرة قدم فرنسي.
- 17 يونيو:  غيلارد سارتين، ممثل أمريكي.
- 18 يونيو:  لو كريستي، مغنٍّ أمريكي.
- 18 يونيو:  طوم ميرفي، عدَّاء أمريكي.
- 18 يونيو:  براوليو موسو، لاعب كرة قدم تشيلي.
- 19 يونيو:  جاك بيتس، ممثل أمريكي.
- 19 يونيو:  محمد بوجسوم، ممثل وإعلامي قطري.
- 19 يونيو:  فرانسيسكو غيرا، عالم فيزياء إيطالي.
- 19 يونيو:  أنطونيو هنريكس موراتو، لاعب كرة قدم برتغالي.
- 20 يونيو:  ماريتا كاماتشو كيروس، السيدة الأولى لكوستاريكا.
- 21 يونيو:  أحمد أبو سليم، شاعر وأديب أردني فلسطيني.
- 21 يونيو:  سعيد إيزدي، قائد عسكري إيراني.
- 23 يونيو:  عوني حسونة، حكم كرة قدم أردني دولي.
- 23 يونيو:  فيصل بن خالد بن سعود بن محمد آل سعود بن فيصل آل سعود، أمير سعودي.
- 23 يونيو:  أحمد عبد الله الشيباني، رجل أعمال يمني بارز.
- 23 يونيو:  جون كلارك، لاعب كرة قدم اسكتلندي.
- 23 يونيو:  ليا ماساري، ممثلة إيطالية.
- 24 يونيو:  بوبي شيرمان، مغنٍّ وممثل أمريكي.
- 24 يونيو:  ألفارو فيتالي، ممثل إيطالي.
- 24 يونيو:  أمينة بركات، ممثلة مغربية.
- 24 يونيو:  جمال شايبي، لاعب كرة قدم جزائري.
- 24 يونيو:  وليد التليلي، إعلامي تونسي.
- 24 يونيو:  محمد عبد المنعم، كاتب صحفي مصري.
- 25 يونيو:  عماد محرم، ممثل مصري.
- 29 يونيو:  حسين البحارنة، سياسي بحريني.
- 29 يونيو:  ألان بيكوك، لاعب كرة قدم إنجليزي.
- 30 يونيو:  نيديا كوينتيرو طربيه، السيدة الأولى لكولومبيا.
- 30 يونيو:  واندا دوس سانتوس، لاعبة قوى برازيلية.
- 30 يونيو:  محمد شاهين، كاتب ومترجم أردني.
- 30 يونيو:  جيمس شوتر، كاتب قصص مصورة أمريكي.
- 30 يونيو:  كينيث كولي، ممثل بريطاني.

### يوليو
- 1 يوليو:  جوكس أزورمندي، كاتب وفيلسوف إسباني.
- 1 يوليو:  فلورنس ديلاي، كاتبة فرنسية.
- 1 يوليو:  رينوس إسرائيل، لاعب كرة قدم هولندي.
- 2 يوليو:  تشارلز تشادويك، روائي بريطاني.
- 2 يوليو:  خوان ألفاريز، لاعب كرة قدم مكسيكي.
- 2 يوليو:  جيرالد هاربر، ممثل بريطاني.
- 3 يوليو:  نجيب الحصادي، فيلسوف ليبي.
- 3 يوليو:  ديوغو جوتا، لاعب كرة قدم برتغالي.
- 3 يوليو:  مايكل مادسن، ممثل أمريكي.
- 3 يوليو:  بيتر روفاي، لاعب كرة قدم نيجيري.
- 3 يوليو:  أندريه سيلفا، لاعب كرة قدم برتغالي.
- 4 يوليو:  رزيقة الطارش، مُمثلة إماراتية.
- 10 يوليو:  بزّة بنت سعود بن عبد العزيز آل سعود، أميرة سعودية.
- 19 يوليو:  الوليد بن خالد بن طلال بن عبد العزيز آل سعود، أمير سعودي.

### أغسطس
- 1 أغسطس:  رحمن علي، ملاكم أمريكي.
- 1 أغسطس:  عارف باباييف، مطرب أذري.
- 1 أغسطس:  داريوش مصطفوي، لاعب كرة قدم إيراني.
- 1 أغسطس:  خوسيه بايس، لاعب كرة قدم إكوادوري.
- 1 أغسطس:  جيني سيلي، مغنية أمريكية.
- 1 أغسطس:  جوناثان كابلان، مخرج أمريكي.
- 3 أغسطس:  لحسن وكاك، عالم مسلم مغربي.
- 3 أغسطس:  لوني أندرسون، ممثلة أمريكية.
- 5 أغسطس:  جورجي كوستا، لاعب كرة قدم برتغالي.
- 5 أغسطس:  توموهيكو هاشيموتو، لاعب فنون قتالية ياباني.
- 5 أغسطس:  أوفي كيندفال، لاعب كرة قدم سويدي.
- 5 أغسطس:  برويز كوزه كناني، لاعب كرة قدم إيراني.
- 5 أغسطس:  فرانك ميل، لاعب كرة قدم ألماني.
- 5 أغسطس:  شدراك يوسف، لاعب كرة قدم عراقي.
- 10 أغسطس:  أنس الشريف، صحفي فلسطيني، مراسل قناة الجزيرة في قطاع غزة.

## جوائز عالمية

### جوائز نوبل
- في الكيمياء –
- في الفيزياء –
- في العلوم الاقتصادية –
- في الطب –
- في الأدب –
- في السلام: –

### جوائز الأوسكار
- 10 مارس 2025 - انظر > حفل توزيع جوائز الأوسكار السابع والتسعون.

### جائزة الملك فيصل العالمية
- جائزة فرع اللغة العربية والأدب: -
- جائزة فرع الدراسات الإسلامية: -
- جائزة الطب: -
- جائزة العلوم: -
- جائزة خدمة الإسلام:-

### الجائزة العالمية للرواية العربية
- 24 أبريل 2025 - فوز رواية صلاة القلق، للكاتب المصري  محمد سمير ندا.[167]

### رياضة
- 4 يناير -  البحرين تتوج بكأس الخليج العربي بفوز مثير على سلطنة عمان.